# BNO-10-20 – A morbiditás és mortalitás külső okai
 A BNO-kódrendszer hivatalos nemzetközi forrása az Egészségügyi Világszervezet (WHO) honlapja; az ÁEEK által finanszírozott egészségügyi ellátások tekintetében az aeek.hu az irányadó!
Az alábbi hierarchia a nyomtatott magyar kiadásnak (BNO-10, 1995) felel meg.

## Közlekedési balesetek (V01-V99)

### Gyalogos sérülése közlekedési balesetben (V01-V09)
- V01 Gyalogos sérülése kerékpárral való összeütközéstől
  - V01.0 Gyalogos sérülése kerékpárral való összeütközéstől, nem közúti balesetben
  - V01.1 Gyalogos sérülése kerékpárral való összeütközéstől, közúti balesetben
  - V01.9 Gyalogos sérülése kerékpárral való összeütközéstől, nincs megjelölve, hogy közúti vagy nem közúti balesetben
- V02 Gyalogos sérülése két- vagy háromkerekű motoros járművel ütközéstől
  - V02.0 Gyalogos sérülése két- vagy háromkerekű motoros járművel ütközéstől, nem közúti balesetben
  - V02.1 Gyalogos sérülése két- vagy háromkerekű motoros járművel ütközéstől, közúti balesetben
  - V02.9 Gyalogos sérülése két- vagy háromkerekű motoros járművel ütközéstől, nincs megjelölve, hogy közúti vagy nem közúti balesetben
- V03 Gyalogos sérülése gyalogos és autó vagy teherautó közötti összeütközésben
  - V03.0 Gyalogos sérülése gyalogos és autó vagy teherautó közötti összeütközésben, nem közúti balesetben
  - V03.1 Gyalogos sérülése gyalogos és autó vagy teherautó közötti összeütközésben, közúti balesetben
  - V03.9 Gyalogos sérülése gyalogos és autó vagy teherautó közötti összeütközésben, nincs megjelölve, hogy közúti vagy nem közúti balesetben
- V04 Gyalogos sérülése gyalogos és nehézjármű vagy autóbusz közötti összeütközésben
  - V04.0 Gyalogos sérülése gyalogos és nehézjármű vagy autóbusz közötti összeütközésben, nem közúti balesetben
  - V04.1 Gyalogos sérülése gyalogos és nehézjármű vagy autóbusz közötti összeütközésben, közúti balesetben
  - V04.9 Gyalogos sérülése gyalogos és nehézjármű vagy autóbusz közötti összeütközésben, nincs megjelölve, hogy közúti vagy nem közúti balesetben
- V05 Gyalogos sérülése gyalogos és személy- vagy tehervonat közötti összeütközésben
  - V05.0 Gyalogos sérülése gyalogos és személy- vagy tehervonat közötti összeütközésben, nem közúti balesetben
  - V05.1 Gyalogos sérülése gyalogos és személy- vagy tehervonat közötti összeütközésben, közúti balesetben
  - V05.9 Gyalogos sérülése gyalogos és személy- vagy tehervonat közötti összeütközésben, nincs megjelölve, hogy közúti vagy nem közúti balesetben
- V06 Gyalogos sérülése gyalogos és egyéb nem motoros jármű közötti összeütközésben
  - V06.0 Gyalogos sérülése gyalogos és egyéb nem motoros jármű közötti összeütközésben, nem közúti balesetben
  - V06.1 Gyalogos sérülése gyalogos és egyéb nem motoros jármű közötti összeütközésben, közúti balesetben
  - V06.9 Gyalogos sérülése gyalogos és egyéb nem motoros jármű közötti összeütközésben, nincs megjelölve, hogy közúti vagy nem közúti balesetben
- V09 Gyalogos sérülése gyalogos egyéb és külön megnevezés nélküli (k.m.n.) közlekedési balesetében
  - V09.0 Gyalogos sérülése egyéb és külön megnevezés nélküli (k.m.n.) motoros jármű nem közúti balesetében
  - V09.1 Gyalogos sérülése külön megnevezés nélküli (k.m.n.) nem közúti balesetben
  - V09.2 Gyalogos sérülése egyéb és külön megnevezés nélküli (k.m.n.) motoros jármű közúti balesetében
  - V09.3 Gyalogos sérülése külön megnevezés nélküli (k.m.n.) közúti balesetben
  - V09.9 Gyalogos sérülése külön megnevezés nélküli (k.m.n.) közlekedési balesetben

### Kerékpáros sérülése közlekedési balesetben (V10-V19)
- V10 Kerékpáros sérülése gyalogossal vagy állattal ütközésben
  - V10.0 Kerékpár vezetőjének sérülése nem közúti balesetben gyalogossal vagy állattal ütközésben
  - V10.1 Kerékpár utasának sérülése nem közúti balesetben gyalogossal vagy állattal ütközésben
  - V10.2 Külön megnevezés nélkül (k.m.n.) kerékpáros sérülése nem közúti balesetben gyalogossal vagy állattal ütközésben
  - V10.3 Kerékpáros sérülése felszállás vagy leszállás során gyalogossal vagy állattal ütközésben
  - V10.4 Kerékpár vezetőjének sérülése közúti balesetben gyalogossal vagy állattal ütközésben
  - V10.5 Kerékpár utasának sérülése közúti balesetben gyalogossal vagy állattal ütközésben
  - V10.9 Külön megnevezés nélkül (k.m.n.) kerékpáros sérülése közúti balesetben gyalogossal vagy állattal ütközésben
- V11 Kerékpáros sérülése másik kerékpárossal ütközésben
  - V11.0 Kerékpár vezetőjének sérülése nem közúti balesetben másik kerékpárossal ütközésben
  - V11.1 Kerékpár utasának sérülése nem közúti balesetben másik kerékpárossal ütközésben
  - V11.2 Külön megnevezés nélkül (k.m.n.) kerékpáros sérülése nem közúti balesetben másik kerékpárossal ütközésben
  - V11.3 Kerékpáros sérülése felszállás vagy leszállás során másik kerékpárossal ütközésben
  - V11.4 Kerékpár vezetőjének sérülése közúti balesetben másik kerékpárossal ütközésben
  - V11.5 Kerékpár utasának sérülése közúti balesetben másik kerékpárossal ütközésben
  - V11.9 Külön megnevezés nélkül (k.m.n.) kerékpáros sérülése közúti balesetben másik kerékpárossal ütközésben
- V12 Kerékpáros sérülése két- vagy háromkerekű motoros járművel ütközésben
  - V12.0 Kerékpár vezetőjének sérülése nem közúti balesetben két- vagy háromkerekű motoros járművel ütközésben
  - V12.1 Kerékpár utasának sérülése nem közúti balesetben két- vagy háromkerekű motoros járművel ütközésben
  - V12.2 Külön megnevezés nélkül (k.m.n.) kerékpáros sérülése nem közúti balesetben két- vagy háromkerekű motoros járművel ütközésben
  - V12.3 Kerékpáros sérülése felszállás vagy leszállás során két- vagy háromkerekű motoros járművel ütközésben
  - V12.4 Kerékpár vezetőjének sérülése közúti balesetben két- vagy háromkerekű motoros járművel ütközésben
  - V12.5 Kerékpár utasának sérülése közúti balesetben két- vagy háromkerekű motoros járművel ütközésben
  - V12.9 Külön megnevezés nélkül (k.m.n.) kerékpáros sérülése közúti balesetben két- vagy háromkerekű motoros járművel ütközésben
- V13 Kerékpáros sérülése autóval vagy teherautóval ütközésben
  - V13.0 Kerékpár vezetőjének sérülése nem közúti balesetben autóval vagy teherautóval ütközésben
  - V13.1 Kerékpár utasának sérülése nem közúti balesetben autóval vagy teherautóval ütközésben
  - V13.2 Külön megnevezés nélkül (k.m.n.) kerékpáros sérülése nem közúti balesetben autóval vagy teherautóval ütközésben
  - V13.3 Kerékpáros sérülése felszállás vagy leszállás során autóval vagy teherautóval ütközésben
  - V13.4 Kerékpár vezetőjének sérülése közúti balesetben autóval vagy teherautóval ütközésben
  - V13.5 Kerékpár utasának sérülése közúti balesetben autóval vagy teherautóval ütközésben
  - V13.9 Külön megnevezés nélkül (k.m.n.) kerékpáros sérülése közúti balesetben autóval vagy teherautóval ütközésben
- V14 Kerékpáros sérülése nehézjárművel vagy autóbusszal ütközésben
  - V14.0 Kerékpár vezetőjének sérülése nem közúti balesetben nehézjárművel vagy autóbusszal ütközésben
  - V14.1 Kerékpár utasának sérülése nem közúti balesetben nehézjárművel vagy autóbusszal ütközésben
  - V14.2 Külön megnevezés nélkül (k.m.n.) kerékpáros sérülése nem közúti balesetben nehézjárművel vagy autóbusszal ütközésben
  - V14.3 Kerékpáros sérülése felszállás vagy leszállás során nehézjárművel vagy autóbusszal ütközésben
  - V14.4 Kerékpár vezetőjének sérülése közúti balesetben nehézjárművel vagy autóbusszal ütközésben
  - V14.5 Kerékpár utasának sérülése közúti balesetben nehézjárművel vagy autóbusszal ütközésben
  - V14.9 Külön megnevezés nélkül (k.m.n.) kerékpáros sérülése közúti balesetben nehézjárművel vagy autóbusszal ütközésben
- V15 Kerékpáros sérülése személy- vagy tehervonattal ütközésben
  - V15.0 Kerékpár vezetőjének sérülése nem közúti balesetben személy- vagy tehervonattal ütközésben
  - V15.1 Kerékpár utasának sérülése nem közúti balesetben személy- vagy tehervonattal ütközésben
  - V15.2 Külön megnevezés nélkül (k.m.n.) kerékpáros sérülése nem közúti balesetben személy- vagy tehervonattal ütközésben
  - V15.3 Kerékpáros sérülése felszállás vagy leszállás során személy- vagy tehervonattal ütközésben
  - V15.4 Kerékpár vezetőjének sérülése közúti balesetben személy- vagy tehervonattal ütközésben
  - V15.5 Kerékpár utasának sérülése közúti balesetben személy- vagy tehervonattal ütközésben
  - V15.9 Külön megnevezés nélkül (k.m.n.) kerékpáros sérülése közúti balesetben személy- vagy tehervonattal ütközésben
- V16 Kerékpáros sérülése egyéb nem motoros járművel ütközésben
  - V16.0 Kerékpár vezetőjének sérülése nem közúti balesetben egyéb nem motoros járművel ütközésben
  - V16.1 Kerékpár utasának sérülése nem közúti balesetben egyéb nem motoros járművel ütközésben
  - V16.2 Külön megnevezés nélkül (k.m.n.) kerékpáros sérülése nem közúti balesetben egyéb nem motoros járművel ütközésben
  - V16.3 Kerékpáros sérülése felszállás vagy leszállás során egyéb nem motoros járművel ütközésben
  - V16.4 Kerékpár vezetőjének sérülése közúti balesetben egyéb nem motoros járművel ütközésben
  - V16.5 Kerékpár utasának sérülése közúti balesetben egyéb nem motoros járművel ütközésben
  - V16.9 Külön megnevezés nélkül (k.m.n.) kerékpáros sérülése közúti balesetben egyéb nem motoros járművel ütközésben
- V17 Kerékpáros sérülése rögzített vagy álló objektummal ütközésben
  - V17.0 Kerékpár vezetőjének sérülése nem közúti balesetben rögzített vagy álló objektummal ütközésben
  - V17.1 Kerékpár utasának sérülése nem közúti balesetben rögzített vagy álló objektummal ütközésben
  - V17.2 Külön megnevezés nélkül (k.m.n.) kerékpáros sérülése nem közúti balesetben rögzített vagy álló objektummal ütközésben
  - V17.3 Kerékpáros sérülése felszállás vagy leszállás során rögzített vagy álló objektummal ütközésben
  - V17.4 Kerékpár vezetőjének sérülése közúti balesetben rögzített vagy álló objektummal ütközésben
  - V17.5 Kerékpár utasának sérülése közúti balesetben rögzített vagy álló objektummal ütközésben
  - V17.9 Külön megnevezés nélkül (k.m.n.) kerékpáros sérülése közúti balesetben rögzített vagy álló objektummal ütközésben
- V18 Kerékpáros sérülése nem ütközéses balesetben
  - V18.0 Kerékpár vezetőjének sérülése nem közúti balesetben, nem ütközéses balesetben
  - V18.1 Kerékpár utasának sérülése nem közúti balesetben, nem ütközéses balesetben
  - V18.2 Külön megnevezés nélkül (k.m.n.) kerékpáros sérülése nem közúti balesetben, nem ütközéses balesetben
  - V18.3 Kerékpáros sérülése felszállás vagy leszállás során, nem ütközéses balesetben
  - V18.4 Kerékpár vezetőjének sérülése közúti balesetben, nem ütközéses balesetben
  - V18.5 Kerékpár utasának sérülése közúti balesetben, nem ütközéses balesetben
  - V18.9 Külön megnevezés nélkül (k.m.n.) kerékpáros sérülése közúti balesetben, nem ütközéses balesetben
- V19 Kerékpáros sérülése egyéb és külön megnevezés nélküli (k.m.n.) közlekedési balesetben
  - V19.0 Kerékpár vezetőjének sérülése összeütközésben egyéb és külön megnevezés nélkül (k.m.n.) motoros jármű nem közúti balesetében
  - V19.1 Kerékpár utasának sérülése összeütközésben egyéb és külön megnevezés nélkül (k.m.n.) motoros jármű nem közúti balesetében
  - V19.2 K.m.n. kerékpáros sérülése összeütközésben egyéb és külön megnevezés nélkül (k.m.n.) motoros jármű nem közúti balesetében
  - V19.3 Kerékpár [bármely] utasának sérülése k.m.n. nem közúti balesetben
  - V19.4 Kerékpár vezetőjének sérülése összeütközésben egyéb és külön megnevezés nélkül (k.m.n.) motoros jármű közúti balesetében
  - V19.5 Kerékpár utasának sérülése összeütközésben, egyéb és külön megnevezés nélkül (k.m.n.) motoros jármű közúti balesetében
  - V19.6 K.m.n. kerékpáros sérülése összeütközésben, egyéb és külön megnevezés nélkül (k.m.n.) motoros jármű közúti balesetében
  - V19.8 Kerékpáros sérülése egyéb megjelölt közlekedési balesetben
  - V19.9 Kerékpár [bármely] utasának sérülése külön megnevezés nélkül (k.m.n.) közúti balesetben

### Motorkerékpáros sérülése közlekedési balesetben (V20-V29)
- V20 Motorkerékpáros sérülése gyalogossal vagy állattal való összeütközésben
  - V20.0 Motorkerékpár vezetőjének sérülése nem közúti balesetben gyalogossal vagy állattal való ütközésben
  - V20.1 Motorkerékpár utasának sérülése nem közúti balesetben gyalogossal vagy állattal való ütközésben
  - V20.2 K.m.n. motorkerékpáros sérülése nem közúti balesetben gyalogossal vagy állattal való ütközésben
  - V20.3 Motorkerékpáros sérülése felszállás vagy leszállás során gyalogossal vagy állattal való ütközésben
  - V20.4 Motorkerékpár vezetőjének sérülése közúti balesetben gyalogossal vagy állattal való ütközésben
  - V20.5 Motorkerékpár utasának sérülése közúti balesetben gyalogossal vagy állattal való ütközésben
  - V20.9 K.m.n. motorkerékpáros sérülése közúti balesetben gyalogossal vagy állattal való ütközésben
- V21 Motorkerékpáros sérülése kerékpárral ütközésben
  - V21.0 Motorkerékpár vezetőjének sérülése nem közúti balesetben kerékpárral ütközésben
  - V21.1 Motorkerékpár utasának sérülése nem közúti balesetben kerékpárral ütközésben
  - V21.2 K.m.n. motorkerékpáros sérülése nem közúti balesetben kerékpárral ütközésben
  - V21.3 Motorkerékpáros sérülése felszállás vagy leszállás során kerékpárral ütközésben
  - V21.4 Motorkerékpár vezetőjének sérülése közúti balesetben kerékpárral ütközésben
  - V21.5 Motorkerékpár utasának sérülése közúti balesetben kerékpárral ütközésben
  - V21.9 K.m.n. motorkerékpáros sérülése közúti balesetben kerékpárral ütközésben
- V22 Motorkerékpáros sérülése két- vagy háromkerekű motoros járművel ütközésben
  - V22.0 Motorkerékpár vezetőjének sérülése nem közúti balesetben két- vagy háromkerekű motoros járművel ütközésben
  - V22.1 Motorkerékpár utasának sérülése nem közúti balesetben két- vagy háromkerekű motoros járművel ütközésben
  - V22.2 K.m.n. motorkerékpáros sérülése nem közúti balesetben két- vagy háromkerekű motoros járművel ütközésben
  - V22.3 Motorkerékpáros sérülése felszállás vagy leszállás során két- vagy háromkerekű motoros járművel ütközésben
  - V22.4 Motorkerékpár vezetőjének sérülése közúti balesetben két- vagy háromkerekű motoros járművel ütközésben
  - V22.5 Motorkerékpár utasának sérülése közúti balesetben két- vagy háromkerekű motoros járművel ütközésben
  - V22.9 K.m.n. motorkerékpáros sérülése közúti balesetben két- vagy háromkerekű motoros járművel ütközésben
- V23 Motorkerékpáros sérülése autóval vagy teherautóval ütközésben
  - V23.0 Motorkerékpár vezetőjének sérülése nem közúti balesetben autóval vagy teherautóval ütközésben
  - V23.1 Motorkerékpár utasának sérülése nem közúti balesetben autóval vagy teherautóval ütközésben
  - V23.2 K.m.n. motorkerékpáros sérülése nem közúti balesetben autóval vagy teherautóval ütközésben
  - V23.3 Motorkerékpáros sérülése felszállás vagy leszállás során autóval vagy teherautóval ütközésben
  - V23.4 Motorkerékpár vezetőjének sérülése közúti balesetben autóval vagy teherautóval ütközésben
  - V23.5 Motorkerékpár utasának sérülése közúti balesetben autóval vagy teherautóval ütközésben
  - V23.9 K.m.n. motorkerékpáros sérülése közúti balesetben autóval vagy teherautóval ütközésben
- V24 Motorkerékpáros sérülése nehézjárművel vagy autóbusszal ütközésben
  - V24.0 Motorkerékpár vezetőjének sérülése nem közúti balesetben nehézjárművel vagy autóbusszal ütközésben
  - V24.1 Motorkerékpár utasának sérülése nem közúti balesetben nehézjárművel vagy autóbusszal ütközésben
  - V24.2 K.m.n. motorkerékpáros sérülése nem közúti balesetben nehézjárművel vagy autóbusszal ütközésben
  - V24.3 Motorkerékpáros sérülése felszállás vagy leszállás során nehézjárművel vagy autóbusszal ütközésben
  - V24.4 Motorkerékpár vezetőjének sérülése közúti balesetben nehézjárművel vagy autóbusszal ütközésben
  - V24.5 Motorkerékpár utasának sérülése közúti balesetben nehézjárművel vagy autóbusszal ütközésben
  - V24.9 K.m.n. motorkerékpáros sérülése közúti balesetben nehézjárművel vagy autóbusszal ütközésben
- V25 Motorkerékpáros sérülése személy- vagy tehervonattal ütközésben
  - V25.0 Motorkerékpár vezetőjének sérülése nem közúti balesetben személy- vagy tehervonattal ütközésben
  - V25.1 Motorkerékpár utasának sérülése nem közúti balesetben személy- vagy tehervonattal ütközésben
  - V25.2 K.m.n. motorkerékpáros sérülése nem közúti balesetben személy- vagy tehervonattal ütközésben
  - V25.3 Motorkerékpáros sérülése felszállás vagy leszállás során személy- vagy tehervonattal ütközésben
  - V25.4 Motorkerékpár vezetőjének sérülése közúti balesetben személy- vagy tehervonattal ütközésben
  - V25.5 Motorkerékpár utasának sérülése közúti balesetben személy- vagy tehervonattal ütközésben
  - V25.9 K.m.n. motorkerékpáros sérülése közúti balesetben személy- vagy tehervonattal ütközésben
- V26 Motorkerékpáros sérülése egyéb, nem motoros járművel ütközésben
  - V26.0 Motorkerékpár vezetőjének sérülése nem közúti balesetben egyéb, nem motoros járművel ütközésben
  - V26.1 Motorkerékpár utasának sérülése nem közúti balesetben egyéb, nem motoros járművel ütközésben
  - V26.2 K.m.n. motorkerékpáros sérülése nem közúti balesetben egyéb, nem motoros járművel ütközésben
  - V26.3 Motorkerékpáros sérülése felszállás vagy leszállás során egyéb, nem motoros járművel ütközésben
  - V26.4 Motorkerékpár vezetőjének sérülése közúti balesetben egyéb, nem motoros járművel ütközésben
  - V26.5 Motorkerékpár utasának sérülése közúti balesetben egyéb, nem motoros járművel ütközésben
  - V26.9 K.m.n. motorkerékpáros sérülése közúti balesetben egyéb, nem motoros járművel ütközésben
- V27 Motorkerékpáros sérülése rögzített vagy álló objektummal ütközésben
  - V27.0 Motorkerékpár vezetőjének sérülése nem közúti balesetben rögzített vagy álló objektummal ütközésben
  - V27.1 Motorkerékpár utasának sérülése nem közúti balesetben rögzített vagy álló objektummal ütközésben
  - V27.2 K.m.n. motorkerékpáros sérülése nem közúti balesetben rögzített vagy álló objektummal ütközésben
  - V27.3 Motorkerékpáros sérülése felszállás vagy leszállás során rögzített vagy álló objektummal ütközésben
  - V27.4 Motorkerékpár vezetőjének sérülése közúti balesetben rögzített vagy álló objektummal ütközésben
  - V27.5 Motorkerékpár utasának sérülése közúti balesetben rögzített vagy álló objektummal ütközésben
  - V27.9 K.m.n. motorkerékpáros sérülése közúti balesetben rögzített vagy álló objektummal ütközésben
- V28 Motorkerékpáros sérülése közlekedési balesetben összeütközés nélkül
  - V28.0 Motorkerékpár vezetőjének sérülése nem közúti balesetben összeütközés nélkül
  - V28.1 Motorkerékpár utasának sérülése nem közúti balesetben összeütközés nélkül
  - V28.2 K.m.n. motorkerékpáros sérülése nem közúti balesetben összeütközés nélkül
  - V28.3 Motorkerékpáros sérülése felszállás vagy leszállás során összeütközés nélkül
  - V28.4 Motorkerékpár vezetőjének sérülése közúti balesetben összeütközés nélkül
  - V28.5 Motorkerékpár utasának sérülése közúti balesetben összeütközés nélkül
  - V28.9 K.m.n. motorkerékpáros sérülése közúti balesetben összeütközés nélkül
- V29 Motorkerékpáros sérülése egyéb és k.m.n. közlekedési balesetben
  - V29.0 Motorkerékpár vezetőjének sérülése egyéb és k.m.n. motoros járművel való összeütközés során, nem közúti balesetben
  - V29.1 Motorkerékpár utasának sérülése egyéb és k.m.n. motoros járművel való összeütközés során, nem közúti balesetben
  - V29.2 Motorkerékpár k.m.n. utasának sérülése egyéb és k.m.n. motoros járművel való összeütközés során, nem közúti balesetben
  - V29.3 Motorkerékpár [bármely] utasának sérülése k.m.n. nem közúti balesetben
  - V29.4 Motorkerékpár vezetőjének sérülése egyéb és k.m.n. motoros járművel való összeütközés során, közúti balesetben
  - V29.5 Motorkerékpár utasának sérülése egyéb és k.m.n. motoros járművel való összeütközés során, közúti balesetben
  - V29.6 Motorkerékpár k.m.n. utasának sérülése egyéb és k.m.n. motoros járművel való összeütközés során, közúti balesetben
  - V29.8 Motorkerékpár [bármely] utasának sérülése egyéb megjelölt közlekedési balesetben
  - V29.9 Motorkerékpár [bármely] utasának sérülése k.m.n. közúti balesetben

### Háromkerekű motoros jármű utasának sérülése közlekedési balesetben (V30-V39)
- V30 Háromkerekű motoros jármű utasának sérülése, gyalogossal vagy állattal való ütközésben
  - V30.0 Háromkerekű motoros jármű vezetőjének sérülése nem közúti balesetben gyalogossal vagy állattal való ütközésben
  - V30.1 Háromkerekű motoros jármű utasának sérülése nem közúti balesetben gyalogossal vagy állattal való ütközésben
  - V30.2 Háromkerekű motoros jármű külső részén utazó személy sérülése nem közúti balesetben gyalogossal vagy állattal való ütközésben
  - V30.3 Háromkerekű motoros jármű k.m.n. utasának sérülése nem közúti balesetben gyalogossal vagy állattal való ütközésben
  - V30.4 Személy sérülése háromkerekű motoros járműre(ről) való felszállás vagy leszállás során gyalogossal vagy állattal való ütközésben
  - V30.5 Háromkerekű motoros jármű vezetőjének sérülése közúti balesetben gyalogossal vagy állattal való ütközésben
  - V30.6 Háromkerekű motoros jármű utasának sérülése közúti balesetben gyalogossal vagy állattal való ütközésben
  - V30.7 Háromkerekű motoros jármű külső részén utazó személy sérülése közúti balesetben gyalogossal vagy állattal való ütközésben
  - V30.9 Háromkerekű motoros jármű k.m.n. utasának sérülése közúti balesetben gyalogossal vagy állattal való ütközésben
- V31 Háromkerekű motoros jármű utasának sérülése, kerékpárral való ütközésben
  - V31.0 Háromkerekű motoros jármű vezetőjének sérülése nem közúti balesetben kerékpárral való ütközésben
  - V31.1 Háromkerekű motoros jármű utasának sérülése nem közúti balesetben kerékpárral való ütközésben
  - V31.2 Háromkerekű motoros jármű külső részén utazó személy sérülése nem közúti balesetben kerékpárral való ütközésben
  - V31.3 Háromkerekű motoros jármű k.m.n. utasának sérülése nem közúti balesetben kerékpárral való ütközésben
  - V31.4 Személy sérülése háromkerekű motoros járműre(ről) való felszállás vagy leszállás során kerékpárral való ütközésben
  - V31.5 Háromkerekű motoros jármű vezetőjének sérülése közúti balesetben kerékpárral való ütközésben
  - V31.6 Háromkerekű motoros jármű utasának sérülése közúti balesetben kerékpárral való ütközésben
  - V31.7 Háromkerekű motoros jármű külső részén utazó személy sérülése közúti balesetben kerékpárral való ütközésben
  - V31.9 Háromkerekű motoros jármű k.m.n. utasának sérülése közúti balesetben kerékpárral való ütközésben
- V32 Háromkerekű motoros jármű utasának sérülése, két- vagy háromkerekű motoros járművel való ütközésben
  - V32.0 Háromkerekű motoros jármű vezetőjének sérülése nem közúti balesetben két- vagy háromkerekű motoros járművel való ütközésben
  - V32.1 Háromkerekű motoros jármű utasának sérülése nem közúti balesetben két- vagy háromkerekű motoros járművel való ütközésben
  - V32.2 Háromkerekű motoros jármű külső részén utazó személy sérülése nem közúti balesetben két- vagy háromkerekű motoros járművel való ütközésben
  - V32.3 Háromkerekű motoros jármű k.m.n. utasának sérülése nem közúti balesetben két- vagy háromkerekű motoros járművel való ütközésben
  - V32.4 Személy sérülése háromkerekű motoros járműre(ről) való felszállás vagy leszállás során két- vagy háromkerekű motoros járművel való ütközésben
  - V32.5 Háromkerekű motoros jármű vezetőjének sérülése közúti balesetben két- vagy háromkerekű motoros járművel való ütközésben
  - V32.6 Háromkerekű motoros jármű utasának sérülése közúti balesetben két- vagy háromkerekű motoros járművel való ütközésben
  - V32.7 Háromkerekű motoros jármű külső részén utazó személy sérülése közúti balesetben két- vagy háromkerekű motoros járművel való ütközésben
  - V32.9 Háromkerekű motoros jármű k.m.n. utasának sérülése közúti balesetben két- vagy háromkerekű motoros járművel való ütközésben
- V33 Háromkerekű motoros jármű utasának sérülése, autóval vagy teherautóval való ütközésben
  - V33.0 Háromkerekű motoros jármű vezetőjének sérülése nem közúti balesetben autóval vagy teherautóval való ütközésben
  - V33.1 Háromkerekű motoros jármű utasának sérülése nem közúti balesetben autóval vagy teherautóval való ütközésben
  - V33.2 Háromkerekű motoros jármű külső részén utazó személy sérülése nem közúti balesetben autóval vagy teherautóval való ütközésben
  - V33.3 Háromkerekű motoros jármű k.m.n. utasának sérülése nem közúti balesetben autóval vagy teherautóval való ütközésben
  - V33.4 Személy sérülése háromkerekű motoros járműre(ről) való felszállás vagy leszállás során autóval vagy teherautóval való ütközésben
  - V33.5 Háromkerekű motoros jármű vezetőjének sérülése közúti balesetben autóval vagy teherautóval való ütközésben
  - V33.6 Háromkerekű motoros jármű utasának sérülése közúti balesetben autóval vagy teherautóval való ütközésben
  - V33.7 Háromkerekű motoros jármű külső részén utazó személy sérülése közúti balesetben autóval vagy teherautóval való ütközésben
  - V33.9 Háromkerekű motoros jármű k.m.n. utasának sérülése közúti balesetben autóval vagy teherautóval való ütközésben
- V34 Háromkerekű motoros jármű utasának sérülése, nehézjárművel vagy autóbusszal való ütközésben
  - V34.0 Háromkerekű motoros jármű vezetőjének sérülése nem közúti balesetben nehézjárművel vagy autóbusszal való ütközésben
  - V34.1 Háromkerekű motoros jármű utasának sérülése nem közúti balesetben nehézjárművel vagy autóbusszal való ütközésben
  - V34.2 Háromkerekű motoros jármű külső részén utazó személy sérülése nem közúti balesetben nehézjárművel vagy autóbusszal való ütközésben
  - V34.3 Háromkerekű motoros jármű k.m.n. utasának sérülése nem közúti balesetben nehézjárművel vagy autóbusszal való ütközésben
  - V34.4 Személy sérülése háromkerekű motoros járműre(ről) való felszállás vagy leszállás során nehézjárművel vagy autóbusszal való ütközésben
  - V34.5 Háromkerekű motoros jármű vezetőjének sérülése közúti balesetben nehézjárművel vagy autóbusszal való ütközésben
  - V34.6 Háromkerekű motoros jármű utasának sérülése közúti balesetben nehézjárművel vagy autóbusszal való ütközésben
  - V34.7 Háromkerekű motoros jármű külső részén utazó személy sérülése közúti balesetben nehézjárművel vagy autóbusszal való ütközésben
  - V34.9 Háromkerekű motoros jármű k.m.n. utasának sérülése közúti balesetben nehézjárművel vagy autóbusszal való ütközésben
- V35 Háromkerekű motoros jármű utasának sérülése, személy- vagy tehervonattal való ütközésben
  - V35.0 Háromkerekű motoros jármű vezetőjének sérülése nem közúti balesetben személy- vagy tehervonattal való ütközésben
  - V35.1 Háromkerekű motoros jármű utasának sérülése nem közúti balesetben személy- vagy tehervonattal való ütközésben
  - V35.2 Háromkerekű motoros jármű külső részén utazó személy sérülése nem közúti balesetben személy- vagy tehervonattal való ütközésben
  - V35.3 Háromkerekű motoros jármű k.m.n. utasának sérülése nem közúti balesetben személy- vagy tehervonattal való ütközésben
  - V35.4 Személy sérülése háromkerekű motoros járműre(ről) való felszállás vagy leszállás során személy- vagy tehervonattal való ütközésben
  - V35.5 Háromkerekű motoros jármű vezetőjének sérülése közúti balesetben személy- vagy tehervonattal való ütközésben
  - V35.6 Háromkerekű motoros jármű utasának sérülése közúti balesetben személy- vagy tehervonattal való ütközésben
  - V35.7 Háromkerekű motoros jármű külső részén utazó személy sérülése közúti balesetben személy- vagy tehervonattal való ütközésben
  - V35.9 Háromkerekű motoros jármű k.m.n. utasának sérülése közúti balesetben személy- vagy tehervonattal való ütközésben
- V36 Háromkerekű motoros jármű utasának sérülése, egyéb, nem motoros járművel való ütközésben
  - V36.0 Háromkerekű motoros jármű vezetőjének sérülése nem közúti balesetben egyéb, nem motoros járművel való ütközésben
  - V36.1 Háromkerekű motoros jármű utasának sérülése nem közúti balesetben egyéb, nem motoros járművel való ütközésben
  - V36.2 Háromkerekű motoros jármű külső részén utazó személy sérülése nem közúti balesetben egyéb, nem motoros járművel való ütközésben
  - V36.3 Háromkerekű motoros jármű k.m.n. utasának sérülése nem közúti balesetben egyéb, nem motoros járművel való ütközésben
  - V36.4 Személy sérülése háromkerekű motoros járműre(ről) való felszállás vagy leszállás során egyéb, nem motoros járművel való ütközésben
  - V36.5 Háromkerekű motoros jármű vezetőjének sérülése közúti balesetben egyéb, nem motoros járművel való ütközésben
  - V36.6 Háromkerekű motoros jármű utasának sérülése közúti balesetben egyéb, nem motoros járművel való ütközésben
  - V36.7 Háromkerekű motoros jármű külső részén utazó személy sérülése közúti balesetben egyéb, nem motoros járművel való ütközésben
  - V36.9 Háromkerekű motoros jármű k.m.n. utasának sérülése közúti balesetben egyéb, nem motoros járművel való ütközésben
- V37 Háromkerekű motoros jármű utasának sérülése, rögzített vagy álló objektummal való ütközésben
  - V37.0 Háromkerekű motoros jármű vezetőjének sérülése nem közúti balesetben rögzített vagy álló objektummal való ütközésben
  - V37.1 Háromkerekű motoros jármű utasának sérülése nem közúti balesetben rögzített vagy álló objektummal való ütközésben
  - V37.2 Háromkerekű motoros jármű külső részén utazó személy sérülése nem közúti balesetben rögzített vagy álló objektummal való ütközésben
  - V37.3 Háromkerekű motoros jármű k.m.n. utasának sérülése nem közúti balesetben rögzített vagy álló objektummal való ütközésben
  - V37.4 Személy sérülése háromkerekű motoros járműre(ről) való felszállás vagy leszállás során rögzített vagy álló objektummal való ütközésben
  - V37.5 Háromkerekű motoros jármű vezetőjének sérülése közúti balesetben rögzített vagy álló objektummal való ütközésben
  - V37.6 Háromkerekű motoros jármű utasának sérülése közúti balesetben rögzített vagy álló objektummal való ütközésben
  - V37.7 Háromkerekű motoros jármű külső részén utazó személy sérülése közúti balesetben rögzített vagy álló objektummal való ütközésben
  - V37.9 Háromkerekű motoros jármű k.m.n. utasának sérülése közúti balesetben rögzített vagy álló objektummal való ütközésben
- V38 Háromkerekű motoros jármű utasának sérülése összeütközés nélkül
  - V38.0 Háromkerekű motoros jármű vezetőjének sérülése nem közúti balesetben összeütközés nélkül
  - V38.1 Háromkerekű motoros jármű utasának sérülése nem közúti balesetben összeütközés nélkül
  - V38.2 Háromkerekű motoros jármű külső részén utazó személy sérülése nem közúti balesetben összeütközés nélkül
  - V38.3 Háromkerekű motoros jármű k.m.n. utasának sérülése nem közúti balesetben összeütközés nélkül
  - V38.4 Személy sérülése háromkerekű motoros járműre(ről) való felszállás vagy leszállás során összeütközés nélkül
  - V38.5 Háromkerekű motoros jármű vezetőjének sérülése közúti balesetben összeütközés nélkül
  - V38.6 Háromkerekű motoros jármű utasának sérülése közúti balesetben összeütközés nélkül
  - V38.7 Háromkerekű motoros jármű külső részén utazó személy sérülése közúti balesetben összeütközés nélkül
  - V38.9 Háromkerekű motoros jármű k.m.n. utasának sérülése közúti balesetben összeütközés nélkül
- V39 Háromkerekű motoros jármű utasának sérülése egyéb és k.m.n. közlekedési balesetben
  - V39.0 Háromkerekű motoros jármű vezetőjének sérülése összeütközésben, egyéb és k.m.n. motoros jármű nem közúti balesetében
  - V39.1 Háromkerekű motoros jármű utasának sérülése összeütközésben, és k.m.n. motoros jármű nem közúti balesetében
  - V39.2 Háromkerekű motoros jármű k.m.n. utasának sérülése összeütközésben, egyéb és k.m.n. motoros jármű közúti balesetében
  - V39.3 Háromkerekű motoros jármű [bármely] utasának sérülése összeütközésben, k.m.n. motoros jármű nem közúti balesetében
  - V39.4 Háromkerekű motoros jármű vezetőjének sérülése összeütközésben, egyéb és k.m.n. motoros jármű közúti balesetében
  - V39.5 Háromkerekű motoros jármű utasának sérülése összeütközésben, egyéb és k.m.n. motoros jármű közúti balesetében
  - V39.6 Háromkerekű motoros jármű k.m.n. utasának sérülése összeütközésben, egyéb és k.m.n. motoros jármű közúti balesetében
  - V39.8 Háromkerekű motoros jármű [bármely] utasának sérülése egyéb megjelölt közlekedési balesetben
  - V39.9 Háromkerekű motoros jármű [bármely] utasának sérülése k.m.n. közúti balesetben

### Autó utasának sérülése közlekedési balesetben (V40-V49)
- V40 Autó utasának sérülése, gyalogossal vagy állattal való ütközésben
  - V40.0 Autó vezetőjének sérülése nem közúti balesetben gyalogossal vagy állattal való ütközésben
  - V40.1 Autó utasának sérülése nem közúti balesetben gyalogossal vagy állattal való ütközésben
  - V40.2 Autó külső részén utazó személy sérülése nem közúti balesetben gyalogossal vagy állattal való ütközésben
  - V40.3 Autó k.m.n. utasának sérülése nem közúti balesetben gyalogossal vagy állattal való ütközésben
  - V40.4 Személy sérülése autóba(ból) való beszállás vagy kiszállás során gyalogossal vagy állattal való ütközésben
  - V40.5 Autó vezetőjének sérülése közúti balesetben gyalogossal vagy állattal való ütközésben
  - V40.6 Autó utasának sérülése közúti balesetben gyalogossal vagy állattal való ütközésben
  - V40.7 Autó külső részén utazó személy sérülése közúti balesetben gyalogossal vagy állattal való ütközésben
  - V40.9 Autó k.m.n. utasának sérülése közúti balesetben gyalogossal vagy állattal való ütközésben
- V41 Autó utasának sérülése, kerékpárral való ütközésben
  - V41.0 Autó vezetőjének sérülése nem közúti balesetben kerékpárral való ütközésben
  - V41.1 Autó utasának sérülése nem közúti balesetben kerékpárral való ütközésben
  - V41.2 Autó külső részén utazó személy sérülése nem közúti balesetben kerékpárral való ütközésben
  - V41.3 Autó k.m.n. utasának sérülése nem közúti balesetben kerékpárral való ütközésben
  - V41.4 Személy sérülése autóba(ból) való beszállás vagy kiszállás során kerékpárral való ütközésben
  - V41.5 Autó vezetőjének sérülése közúti balesetben kerékpárral való ütközésben
  - V41.6 Autó utasának sérülése közúti balesetben kerékpárral való ütközésben
  - V41.7 Autó külső részén utazó személy sérülése közúti balesetben kerékpárral való ütközésben
  - V41.9 Autó k.m.n. utasának sérülése közúti balesetben kerékpárral való ütközésben
- V42 Autó utasának sérülése, két- vagy háromkerekű motoros járművel való ütközésben
  - V42.0 Autó vezetőjének sérülése nem közúti balesetben két- vagy háromkerekű motoros járművel való ütközésben
  - V42.1 Autó utasának sérülése nem közúti balesetben két- vagy háromkerekű motoros járművel való ütközésben
  - V42.2 Autó külső részén utazó személy sérülése nem közúti balesetben két- vagy háromkerekű motoros járművel való ütközésben
  - V42.3 Autó k.m.n. utasának sérülése nem közúti balesetben két- vagy háromkerekű motoros járművel való ütközésben
  - V42.4 Személy sérülése autóba(ból) való beszállás vagy kiszállás során két- vagy háromkerekű motoros járművel való ütközésben
  - V42.5 Autó vezetőjének sérülése közúti balesetben két- vagy háromkerekű motoros járművel való ütközésben
  - V42.6 Autó utasának sérülése közúti balesetben két- vagy háromkerekű motoros járművel való ütközésben
  - V42.7 Autó külső részén utazó személy sérülése közúti balesetben két- vagy háromkerekű motoros járművel való ütközésben
  - V42.9 Autó k.m.n. utasának sérülése közúti balesetben két- vagy háromkerekű motoros járművel való ütközésben
- V43 Autó utasának sérülése, autóval vagy teherautóval való ütközésben
  - V43.0 Autó vezetőjének sérülése nem közúti balesetben autóval vagy teherautóval való ütközésben
  - V43.1 Autó utasának sérülése nem közúti balesetben autóval vagy teherautóval való ütközésben
  - V43.2 Autó külső részén utazó személy sérülése nem közúti balesetben autóval vagy teherautóval való ütközésben
  - V43.3 Autó k.m.n. utasának sérülése nem közúti balesetben autóval vagy teherautóval való ütközésben
  - V43.4 Személy sérülése autóba(ból) való beszállás vagy kiszállás során autóval vagy teherautóval való ütközésben
  - V43.5 Autó vezetőjének sérülése közúti balesetben autóval vagy teherautóval való ütközésben
  - V43.6 Autó utasának sérülése közúti balesetben autóval vagy teherautóval való ütközésben
  - V43.7 Autó külső részén utazó személy sérülése közúti balesetben autóval vagy teherautóval való ütközésben
  - V43.9 Autó k.m.n. utasának sérülése közúti balesetben autóval vagy teherautóval való ütközésben
- V44 Autó utasának sérülése, nehézjárművel vagy autóbusszal való ütközésben
  - V44.0 Autó vezetőjének sérülése nem közúti balesetben nehézjárművel vagy autóbusszal való ütközésben
  - V44.1 Autó utasának sérülése nem közúti balesetben nehézjárművel vagy autóbusszal való ütközésben
  - V44.2 Autó külső részén utazó személy sérülése nem közúti balesetben nehézjárművel vagy autóbusszal való ütközésben
  - V44.3 Autó k.m.n. utasának sérülése nem közúti balesetben nehézjárművel vagy autóbusszal való ütközésben
  - V44.4 Személy sérülése autóba(ból) való beszállás vagy kiszállás során nehézjárművel vagy autóbusszal való ütközésben
  - V44.5 Autó vezetőjének sérülése közúti balesetben nehézjárművel vagy autóbusszal való ütközésben
  - V44.6 Autó utasának sérülése közúti balesetben nehézjárművel vagy autóbusszal való ütközésben
  - V44.7 Autó külső részén utazó személy sérülése közúti balesetben nehézjárművel vagy autóbusszal való ütközésben
  - V44.9 Autó k.m.n. utasának sérülése közúti balesetben nehézjárművel vagy autóbusszal való ütközésben
- V45 Autó utasának sérülése, személy- vagy tehervonattal való ütközésben
  - V45.0 Autó vezetőjének sérülése nem közúti balesetben személy- vagy tehervonattal való ütközésben
  - V45.1 Autó utasának sérülése nem közúti balesetben személy- vagy tehervonattal való ütközésben
  - V45.2 Autó külső részén utazó személy sérülése nem közúti balesetben személy- vagy tehervonattal való ütközésben
  - V45.3 Autó k.m.n. utasának sérülése nem közúti balesetben személy- vagy tehervonattal való ütközésben
  - V45.4 Személy sérülése autóba(ból) való beszállás vagy kiszállás során személy- vagy tehervonattal való ütközésben
  - V45.5 Autó vezetőjének sérülése közúti balesetben személy- vagy tehervonattal való ütközésben
  - V45.6 Autó utasának sérülése közúti balesetben személy- vagy tehervonattal való ütközésben
  - V45.7 Autó külső részén utazó személy sérülése közúti balesetben személy- vagy tehervonattal való ütközésben
  - V45.9 Autó k.m.n. utasának sérülése közúti balesetben személy- vagy tehervonattal való ütközésben
- V46 Autó utasának sérülése, egyéb, nem motoros járművel való ütközésben
  - V46.0 Autó vezetőjének sérülése nem közúti balesetben egyéb, nem motoros járművel való ütközésben
  - V46.1 Autó utasának sérülése nem közúti balesetben egyéb, nem motoros járművel való ütközésben
  - V46.2 Autó külső részén utazó személy sérülése nem közúti balesetben egyéb, nem motoros járművel való ütközésben
  - V46.3 Autó k.m.n. utasának sérülése nem közúti balesetben egyéb, nem motoros járművel való ütközésben
  - V46.4 Személy sérülése autóba(ból) való beszállás vagy kiszállás során egyéb, nem motoros járművel való ütközésben
  - V46.5 Autó vezetőjének sérülése közúti balesetben egyéb, nem motoros járművel való ütközésben
  - V46.6 Autó utasának sérülése közúti balesetben egyéb, nem motoros járművel való ütközésben
  - V46.7 Autó külső részén utazó személy sérülése közúti balesetben egyéb, nem motoros járművel való ütközésben
  - V46.9 Autó k.m.n. utasának sérülése közúti balesetben egyéb, nem motoros járművel való ütközésben
- V47 Autó utasának sérülése, rögzített vagy álló objektummal való ütközésben
  - V47.0 Autó vezetőjének sérülése nem közúti balesetben rögzített vagy álló objektummal való ütközésben
  - V47.1 Autó utasának sérülése nem közúti balesetben rögzített vagy álló objektummal való ütközésben
  - V47.2 Autó külső részén utazó személy sérülése nem közúti balesetben rögzített vagy álló objektummal való ütközésben
  - V47.3 Autó k.m.n. utasának sérülése nem közúti balesetben rögzített vagy álló objektummal való ütközésben
  - V47.4 Személy sérülése autóba(ból) való beszállás vagy kiszállás során rögzített vagy álló objektummal való ütközésben
  - V47.5 Autó vezetőjének sérülése közúti balesetben rögzített vagy álló objektummal való ütközésben
  - V47.6 Autó utasának sérülése közúti balesetben rögzített vagy álló objektummal való ütközésben
  - V47.7 Autó külső részén utazó személy sérülése közúti balesetben rögzített vagy álló objektummal való ütközésben
  - V47.9 Autó k.m.n. utasának sérülése közúti balesetben rögzített vagy álló objektummal való ütközésben
- V48 Autó utasának sérülése közlekedési balesetben, összeütközés nélkül
  - V48.0 Autó vezetőjének sérülése nem közúti balesetben összeütközés nélkül
  - V48.1 Autó utasának sérülése nem közúti balesetben összeütközés nélkül
  - V48.2 Autó külső részén utazó személy sérülése nem közúti balesetben összeütközés nélkül
  - V48.3 Autó k.m.n. utasának sérülése nem közúti balesetben összeütközés nélkül
  - V48.4 Személy sérülése autóba(ból) való beszállás vagy kiszállás során összeütközés nélkül
  - V48.5 Autó vezetőjének sérülése közúti balesetben összeütközés nélkül
  - V48.6 Autó utasának sérülése közúti balesetben összeütközés nélkül
  - V48.7 Autó külső részén utazó személy sérülése közúti balesetben összeütközés nélkül
  - V48.9 Autó k.m.n. utasának sérülése közúti balesetben összeütközés nélkül
- V49 Autó utasának sérülése egyéb és k.m.n. közlekedési balesetben
  - V49.0 Autó vezetőjének sérülése összeütközésben, egyéb és k.m.n. motoros jármű nem közúti balesetében
  - V49.1 Autó utasának sérülése összeütközésben, egyéb és k.m.n. motoros jármű nem közúti balesetében
  - V49.2 Autó k.m.n. utasának sérülése összeütközésben, egyéb és k.m.n. motoros jármű nem közúti balesetében
  - V49.3 Autó bármely utasának sérülése összeütközésben, egyéb és k.m.n. motoros jármű nem közúti balesetében
  - V49.4 Autó vezetőjének sérülése összeütközésben, egyéb és k.m.n. motoros jármű közúti balesetében
  - V49.5 Autó utasának sérülése összeütközésben, egyéb és k.m.n. motoros jármű közúti balesetében
  - V49.6 Autó k.m.n. utasának sérülése összeütközésben, egyéb és k.m.n. motoros jármű közúti balesetében
  - V49.8 Autó bármely utasának sérülése egyéb megjelölt közlekedési balesetben
  - V49.9 Autó bármely utasának sérülése k.m.n. közúti balesetben

### Teherautó utasának sérülése közlekedési balesetben (V50-V59)
- V50 Teherautó utasának sérülése, gyalogossal vagy állattal való ütközésben
  - V50.0 Teherautó vezetőjének sérülése nem közúti balesetben gyalogossal vagy állattal való ütközésben
  - V50.1 Teherautó utasának sérülése nem közúti balesetben gyalogossal vagy állattal való ütközésben
  - V50.2 Teherautó külső részén utazó személy sérülése nem közúti balesetben gyalogossal vagy állattal való ütközésben
  - V50.3 Teherautó k.m.n. utasának sérülése nem közúti balesetben gyalogossal vagy állattal való ütközésben
  - V50.4 Személy sérülése teherautóra(ról) való felszállás vagy leszállás során gyalogossal vagy állattal való ütközésben
  - V50.5 Teherautó vezetőjének sérülése közúti balesetben gyalogossal vagy állattal való ütközésben
  - V50.6 Teherautó utasának sérülése közúti balesetben gyalogossal vagy állattal való ütközésben
  - V50.7 Teherautó külső részén utazó személy sérülése közúti balesetben gyalogossal vagy állattal való ütközésben
  - V50.9 Teherautó k.m.n. utasának sérülése közúti balesetben gyalogossal vagy állattal való ütközésben
- V51 Teherautó utasának sérülése, kerékpárral való ütközésben
  - V51.0 Teherautó vezetőjének sérülése nem közúti balesetben kerékpárral való ütközésben
  - V51.1 Teherautó utasának sérülése nem közúti balesetben kerékpárral való ütközésben
  - V51.2 Teherautó külső részén utazó személy sérülése nem közúti balesetben kerékpárral való ütközésben
  - V51.3 Teherautó k.m.n. utasának sérülése nem közúti balesetben kerékpárral való ütközésben
  - V51.4 Személy sérülése teherautóra(ról) való felszállás vagy leszállás során kerékpárral való ütközésben
  - V51.5 Teherautó vezetőjének sérülése közúti balesetben kerékpárral való ütközésben
  - V51.6 Teherautó utasának sérülése közúti balesetben kerékpárral való ütközésben
  - V51.7 Teherautó külső részén utazó személy sérülése közúti balesetben kerékpárral való ütközésben
  - V51.9 Teherautó k.m.n. utasának sérülése közúti balesetben kerékpárral való ütközésben
- V52 Teherautó utasának sérülése, két- vagy háromkerekű motoros járművel való ütközésben
  - V52.0 Teherautó vezetőjének sérülése nem közúti balesetben két- vagy háromkerekű motoros járművel való ütközésben
  - V52.1 Teherautó utasának sérülése nem közúti balesetben két- vagy háromkerekű motoros járművel való ütközésben
  - V52.2 Teherautó külső részén utazó személy sérülése nem közúti balesetben két- vagy háromkerekű motoros járművel való ütközésben
  - V52.3 Teherautó k.m.n. utasának sérülése nem közúti balesetben két- vagy háromkerekű motoros járművel való ütközésben
  - V52.4 Személy sérülése teherautóra(ról) való felszállás vagy leszállás során két- vagy háromkerekű motoros járművel való ütközésben
  - V52.5 Teherautó vezetőjének sérülése közúti balesetben két- vagy háromkerekű motoros járművel való ütközésben
  - V52.6 Teherautó utasának sérülése közúti balesetben két- vagy háromkerekű motoros járművel való ütközésben
  - V52.7 Teherautó külső részén utazó személy sérülése közúti balesetben két- vagy háromkerekű motoros járművel való ütközésben
  - V52.9 Teherautó k.m.n. utasának sérülése közúti balesetben két- vagy háromkerekű motoros járművel való ütközésben
- V53 Teherautó utasának sérülése, autóval vagy teherautóval való ütközésben
  - V53.0 Teherautó vezetőjének sérülése nem közúti balesetben autóval vagy teherautóval való ütközésben
  - V53.1 Teherautó utasának sérülése nem közúti balesetben autóval vagy teherautóval való ütközésben
  - V53.2 Teherautó külső részén utazó személy sérülése nem közúti balesetben autóval vagy teherautóval való ütközésben
  - V53.3 Teherautó k.m.n. utasának sérülése nem közúti balesetben autóval vagy teherautóval való ütközésben
  - V53.4 Személy sérülése teherautóra(ról) való felszállás vagy leszállás során autóval vagy teherautóval való ütközésben
  - V53.5 Teherautó vezetőjének sérülése közúti balesetben autóval vagy teherautóval való ütközésben
  - V53.6 Teherautó utasának sérülése közúti balesetben autóval vagy teherautóval való ütközésben
  - V53.7 Teherautó külső részén utazó személy sérülése közúti balesetben autóval vagy teherautóval való ütközésben
  - V53.9 Teherautó k.m.n. utasának sérülése közúti balesetben autóval vagy teherautóval való ütközésben
- V54 Teherautó utasának sérülése, nehézjárművel vagy autóbusszal való ütközésben
  - V54.0 Teherautó vezetőjének sérülése nem közúti balesetben nehézjárművel vagy autóbusszal való ütközésben
  - V54.1 Teherautó utasának sérülése nem közúti balesetben nehézjárművel vagy autóbusszal való ütközésben
  - V54.2 Teherautó külső részén utazó személy sérülése nem közúti balesetben nehézjárművel vagy autóbusszal való ütközésben
  - V54.3 Teherautó k.m.n. utasának sérülése nem közúti balesetben nehézjárművel vagy autóbusszal való ütközésben
  - V54.4 Személy sérülése teherautóra(ról) való felszállás vagy leszállás során nehézjárművel vagy autóbusszal való ütközésben
  - V54.5 Teherautó vezetőjének sérülése közúti balesetben nehézjárművel vagy autóbusszal való ütközésben
  - V54.6 Teherautó utasának sérülése közúti balesetben nehézjárművel vagy autóbusszal való ütközésben
  - V54.7 Teherautó külső részén utazó személy sérülése közúti balesetben nehézjárművel vagy autóbusszal való ütközésben
  - V54.9 Teherautó k.m.n. utasának sérülése közúti balesetben nehézjárművel vagy autóbusszal való ütközésben
- V55 Teherautó utasának sérülése, személy- vagy tehervonattal való ütközésben
  - V55.0 Teherautó vezetőjének sérülése nem közúti balesetben személy- vagy tehervonattal való ütközésben
  - V55.1 Teherautó utasának sérülése nem közúti balesetben személy- vagy tehervonattal való ütközésben
  - V55.2 Teherautó külső részén utazó személy sérülése nem közúti balesetben személy- vagy tehervonattal való ütközésben
  - V55.3 Teherautó k.m.n. utasának sérülése nem közúti balesetben személy- vagy tehervonattal való ütközésben
  - V55.4 Személy sérülése teherautóra(ról) való felszállás vagy leszállás során személy- vagy tehervonattal való ütközésben
  - V55.5 Teherautó vezetőjének sérülése közúti balesetben személy- vagy tehervonattal való ütközésben
  - V55.6 Teherautó utasának sérülése közúti balesetben személy- vagy tehervonattal való ütközésben
  - V55.7 Teherautó külső részén utazó személy sérülése közúti balesetben személy- vagy tehervonattal való ütközésben
  - V55.9 Teherautó k.m.n. utasának sérülése közúti balesetben személy- vagy tehervonattal való ütközésben
- V56 Teherautó utasának sérülése, egyéb nem motoros járművel való ütközésben
  - V56.0 Teherautó vezetőjének sérülése nem közúti balesetben egyéb nem motoros járművel való ütközésben
  - V56.1 Teherautó utasának sérülése nem közúti balesetben egyéb nem motoros járművel való ütközésben
  - V56.2 Teherautó külső részén utazó személy sérülése nem közúti balesetben egyéb nem motoros járművel való ütközésben
  - V56.3 Teherautó k.m.n. utasának sérülése nem közúti balesetben egyéb nem motoros járművel való ütközésben
  - V56.4 Személy sérülése teherautóra(ról) való felszállás vagy leszállás során egyéb nem motoros járművel való ütközésben
  - V56.5 Teherautó vezetőjének sérülése közúti balesetben egyéb nem motoros járművel való ütközésben
  - V56.6 Teherautó utasának sérülése közúti balesetben egyéb nem motoros járművel való ütközésben
  - V56.7 Teherautó külső részén utazó személy sérülése közúti balesetben egyéb nem motoros járművel való ütközésben
  - V56.9 Teherautó k.m.n. utasának sérülése közúti balesetben egyéb nem motoros járművel való ütközésben
- V57 Teherautó utasának sérülése, rögzített vagy álló objektummal való ütközésben
  - V57.0 Teherautó vezetőjének sérülése nem közúti balesetben rögzített vagy álló objektummal való ütközésben
  - V57.1 Teherautó utasának sérülése nem közúti balesetben rögzített vagy álló objektummal való ütközésben
  - V57.2 Teherautó külső részén utazó személy sérülése nem közúti balesetben rögzített vagy álló objektummal való ütközésben
  - V57.3 Teherautó k.m.n. utasának sérülése nem közúti balesetben rögzített vagy álló objektummal való ütközésben
  - V57.4 Személy sérülése teherautóra(ról) való felszállás vagy leszállás során rögzített vagy álló objektummal való ütközésben
  - V57.5 Teherautó vezetőjének sérülése közúti balesetben rögzített vagy álló objektummal való ütközésben
  - V57.6 Teherautó utasának sérülése közúti balesetben rögzített vagy álló objektummal való ütközésben
  - V57.7 Teherautó külső részén utazó személy sérülése közúti balesetben rögzített vagy álló objektummal való ütközésben
  - V57.9 Teherautó k.m.n. utasának sérülése közúti balesetben rögzített vagy álló objektummal való ütközésben
- V58 Teherautó utasának sérülése közlekedési balesetben, összeütközés nélkül
  - V58.0 Teherautó vezetőjének sérülése nem közúti balesetben összeütközés nélkül
  - V58.1 Teherautó utasának sérülése nem közúti balesetben összeütközés nélkül
  - V58.2 Teherautó külső részén utazó személy sérülése nem közúti balesetben összeütközés nélkül
  - V58.3 Teherautó k.m.n. utasának sérülése nem közúti balesetben összeütközés nélkül
  - V58.4 Személy sérülése teherautóra(ról) való felszállás vagy leszállás során összeütközés nélkül
  - V58.5 Teherautó vezetőjének sérülése közúti balesetben összeütközés nélkül
  - V58.6 Teherautó utasának sérülése közúti balesetben összeütközés nélkül
  - V58.7 Teherautó külső részén utazó személy sérülése közúti balesetben összeütközés nélkül
  - V58.9 Teherautó k.m.n. utasának sérülése közúti balesetben összeütközés nélkül
- V59 Teherautó utasának sérülése, egyéb és k.m.n. közlekedési balesetben
  - V59.0 Teherautó vezetőjének sérülése összeütközésben, egyéb és k.m.n. motoros jármű nem közúti balesetében
  - V59.1 Teherautó utasának sérülése összeütközésben, egyéb és k.m.n. motoros jármű nem közúti balesetében
  - V59.2 Teherautó k.m.n. utasának sérülése összeütközésben, egyéb és k.m.n. motoros jármű nem közúti balesetében
  - V59.3 Teherautó bármely utasának sérülése összeütközésben, egyéb és k.m.n. motoros jármű nem közúti balesetében
  - V59.4 Teherautó vezetőjének sérülése összeütközésben, egyéb és k.m.n. motoros jármű közúti balesetében
  - V59.5 Teherautó utasának sérülése összeütközésben, egyéb és k.m.n. motoros jármű közúti balesetében
  - V59.6 Teherautó k.m.n. utasának sérülése összeütközésben, egyéb és k.m.n. motoros jármű közúti balesetében
  - V59.8 Teherautó bármely utasának sérülése egyéb megjelölt közlekedési balesetben
  - V59.9 Teherautó bármely utasának sérülése k.m.n. közúti balesetben

### Nehéz szállítójármű utasának sérülése közlekedési balesetben (V60-V69)
- V60 Nehéz szállítójármű utasának sérülése, gyalogossal vagy állattal való ütközésben
  - V60.0 Nehéz szállítójármű vezetőjének sérülése nem közúti balesetben gyalogossal vagy állattal való ütközésben
  - V60.1 Nehéz szállítójármű utasának sérülése nem közúti balesetben gyalogossal vagy állattal való ütközésben
  - V60.2 Nehéz szállítójármű külső részén utazó személy sérülése nem közúti balesetben gyalogossal vagy állattal való ütközésben
  - V60.3 Nehéz szállítójármű k.m.n. utasának sérülése nem közúti balesetben gyalogossal vagy állattal való ütközésben
  - V60.4 Személy sérülése nehéz szállítójárműre(ről) való felszállás vagy leszállás során gyalogossal vagy állattal való ütközésben
  - V60.5 Nehéz szállítójármű vezetőjének sérülése közúti balesetben gyalogossal vagy állattal való ütközésben
  - V60.6 Nehéz szállítójármű utasának sérülése közúti balesetben gyalogossal vagy állattal való ütközésben
  - V60.7 Nehéz szállítójármű külső részén utazó személy sérülése közúti balesetben gyalogossal vagy állattal való ütközésben
  - V60.9 Nehéz szállítójármű k.m.n. utasának sérülése közúti balesetben gyalogossal vagy állattal való ütközésben
- V61 Nehéz szállítójármű utasának sérülése, kerékpárral való ütközésben
  - V61.0 Nehéz szállítójármű vezetőjének sérülése nem közúti balesetben kerékpárral való ütközésben
  - V61.1 Nehéz szállítójármű utasának sérülése nem közúti balesetben kerékpárral való ütközésben
  - V61.2 Nehéz szállítójármű külső részén utazó személy sérülése nem közúti balesetben kerékpárral való ütközésben
  - V61.3 Nehéz szállítójármű k.m.n. utasának sérülése nem közúti balesetben kerékpárral való ütközésben
  - V61.4 Személy sérülése nehéz szállítójárműre(ről) való felszállás vagy leszállás során kerékpárral való ütközésben
  - V61.5 Nehéz szállítójármű vezetőjének sérülése közúti balesetben kerékpárral való ütközésben
  - V61.6 Nehéz szállítójármű utasának sérülése közúti balesetben kerékpárral való ütközésben
  - V61.7 Nehéz szállítójármű külső részén utazó személy sérülése közúti balesetben kerékpárral való ütközésben
  - V61.9 Nehéz szállítójármű k.m.n. utasának sérülése közúti balesetben kerékpárral való ütközésben
- V62 Nehéz szállítójármű utasának sérülése, két- vagy háromkerekű motoros járművel való ütközésben
  - V62.0 Nehéz szállítójármű vezetőjének sérülése nem közúti balesetben két- vagy háromkerekű motoros járművel való ütközésben
  - V62.1 Nehéz szállítójármű utasának sérülése nem közúti balesetben két- vagy háromkerekű motoros járművel való ütközésben
  - V62.2 Nehéz szállítójármű külső részén utazó személy sérülése nem közúti balesetben két- vagy háromkerekű motoros járművel való ütközésben
  - V62.3 Nehéz szállítójármű k.m.n. utasának sérülése nem közúti balesetben két- vagy háromkerekű motoros járművel való ütközésben
  - V62.4 Személy sérülése nehéz szállítójárműre(ről) való felszállás vagy leszállás során két- vagy háromkerekű motoros járművel való ütközésben
  - V62.5 Nehéz szállítójármű vezetőjének sérülése közúti balesetben két- vagy háromkerekű motoros járművel való ütközésben
  - V62.6 Nehéz szállítójármű utasának sérülése közúti balesetben két- vagy háromkerekű motoros járművel való ütközésben
  - V62.7 Nehéz szállítójármű külső részén utazó személy sérülése közúti balesetben két- vagy háromkerekű motoros járművel való ütközésben
  - V62.9 Nehéz szállítójármű k.m.n. utasának sérülése közúti balesetben két- vagy háromkerekű motoros járművel való ütközésben
- V63 Nehéz szállítójármű utasának sérülése, autóval vagy teherautóval való összeütközésben
  - V63.0 Nehéz szállítójármű vezetőjének sérülése nem közúti balesetben autóval vagy teherautóval való összeütközésben
  - V63.1 Nehéz szállítójármű utasának sérülése nem közúti balesetben autóval vagy teherautóval való összeütközésben
  - V63.2 Nehéz szállítójármű külső részén utazó személy sérülése nem közúti balesetben autóval vagy teherautóval való összeütközésben
  - V63.3 Nehéz szállítójármű k.m.n. utasának sérülése nem közúti balesetben autóval vagy teherautóval való összeütközésben
  - V63.4 Személy sérülése nehéz szállítójárműre(ről) való felszállás vagy leszállás során autóval vagy teherautóval való összeütközésben
  - V63.5 Nehéz szállítójármű vezetőjének sérülése közúti balesetben autóval vagy teherautóval való összeütközésben
  - V63.6 Nehéz szállítójármű utasának sérülése közúti balesetben autóval vagy teherautóval való összeütközésben
  - V63.7 Nehéz szállítójármű külső részén utazó személy sérülése közúti balesetben autóval vagy teherautóval való összeütközésben
  - V63.9 Nehéz szállítójármű k.m.n. utasának sérülése közúti balesetben autóval vagy teherautóval való összeütközésben
- V64 Nehéz szállítójármű utasának sérülése, nehézjárművel vagy autóbusszal való ütközésben
  - V64.0 Nehéz szállítójármű vezetőjének sérülése nem közúti balesetben nehézjárművel vagy autóbusszal való ütközésben
  - V64.1 Nehéz szállítójármű utasának sérülése nem közúti balesetben nehézjárművel vagy autóbusszal való ütközésben
  - V64.2 Nehéz szállítójármű külső részén utazó személy sérülése nem közúti balesetben nehézjárművel vagy autóbusszal való ütközésben
  - V64.3 Nehéz szállítójármű k.m.n. utasának sérülése nem közúti balesetben nehézjárművel vagy autóbusszal való ütközésben
  - V64.4 Személy sérülése nehéz szállítójárműre(ről) való felszállás vagy leszállás során nehézjárművel vagy autóbusszal való ütközésben
  - V64.5 Nehéz szállítójármű vezetőjének sérülése közúti balesetben nehézjárművel vagy autóbusszal való ütközésben
  - V64.6 Nehéz szállítójármű utasának sérülése közúti balesetben nehézjárművel vagy autóbusszal való ütközésben
  - V64.7 Nehéz szállítójármű külső részén utazó személy sérülése közúti balesetben nehézjárművel vagy autóbusszal való ütközésben
  - V64.9 Nehéz szállítójármű k.m.n. utasának sérülése közúti balesetben nehézjárművel vagy autóbusszal való ütközésben
- V65 Nehéz szállítójármű utasának sérülése, személy- vagy tehervonattal való ütközésben
  - V65.0 Nehéz szállítójármű vezetőjének sérülése nem közúti balesetben személy- vagy tehervonattal való ütközésben
  - V65.1 Nehéz szállítójármű utasának sérülése nem közúti balesetben személy- vagy tehervonattal való ütközésben
  - V65.2 Nehéz szállítójármű külső részén utazó személy sérülése nem közúti balesetben személy- vagy tehervonattal való ütközésben
  - V65.3 Nehéz szállítójármű k.m.n. utasának sérülése nem közúti balesetben személy- vagy tehervonattal való ütközésben
  - V65.4 Személy sérülése nehéz szállítójárműre(ről) való felszállás vagy leszállás során személy- vagy tehervonattal való ütközésben
  - V65.5 Nehéz szállítójármű vezetőjének sérülése közúti balesetben személy- vagy tehervonattal való ütközésben
  - V65.6 Nehéz szállítójármű utasának sérülése közúti balesetben személy- vagy tehervonattal való ütközésben
  - V65.7 Nehéz szállítójármű külső részén utazó személy sérülése közúti balesetben személy- vagy tehervonattal való ütközésben
  - V65.9 Nehéz szállítójármű k.m.n. utasának sérülése közúti balesetben személy- vagy tehervonattal való ütközésben
- V66 Nehéz szállítójármű utasának sérülése, egyéb nem motoros járművel való ütközésben
  - V66.0 Nehéz szállítójármű vezetőjének sérülése nem közúti balesetben egyéb nem motoros járművel való ütközésben
  - V66.1 Nehéz szállítójármű utasának sérülése nem közúti balesetben egyéb nem motoros járművel való ütközésben
  - V66.2 Nehéz szállítójármű külső részén utazó személy sérülése nem közúti balesetben egyéb nem motoros járművel való ütközésben
  - V66.3 Nehéz szállítójármű k.m.n. utasának sérülése nem közúti balesetben egyéb nem motoros járművel való ütközésben
  - V66.4 Személy sérülése nehéz szállítójárműre(ről) való felszállás vagy leszállás során egyéb nem motoros járművel való ütközésben
  - V66.5 Nehéz szállítójármű vezetőjének sérülése közúti balesetben egyéb nem motoros járművel való ütközésben
  - V66.6 Nehéz szállítójármű utasának sérülése közúti balesetben egyéb nem motoros járművel való ütközésben
  - V66.7 Nehéz szállítójármű külső részén utazó személy sérülése közúti balesetben egyéb nem motoros járművel való ütközésben
  - V66.9 Nehéz szállítójármű k.m.n. utasának sérülése közúti balesetben egyéb nem motoros járművel való ütközésben
- V67 Nehéz szállítójármű utasának sérülése, rögzített vagy álló objektummal való ütközésben
  - V67.0 Nehéz szállítójármű vezetőjének sérülése nem közúti balesetben rögzített vagy álló objektummal való ütközésben
  - V67.1 Nehéz szállítójármű utasának sérülése nem közúti balesetben rögzített vagy álló objektummal való ütközésben
  - V67.2 Nehéz szállítójármű külső részén utazó személy sérülése nem közúti balesetben rögzített vagy álló objektummal való ütközésben
  - V67.3 Nehéz szállítójármű k.m.n. utasának sérülése nem közúti balesetben rögzített vagy álló objektummal való ütközésben
  - V67.4 Személy sérülése nehéz szállítójárműre(ről) való felszállás vagy leszállás során rögzített vagy álló objektummal való ütközésben
  - V67.5 Nehéz szállítójármű vezetőjének sérülése közúti balesetben rögzített vagy álló objektummal való ütközésben
  - V67.6 Nehéz szállítójármű utasának sérülése közúti balesetben rögzített vagy álló objektummal való ütközésben
  - V67.7 Nehéz szállítójármű külső részén utazó személy sérülése közúti balesetben rögzített vagy álló objektummal való ütközésben
  - V67.9 Nehéz szállítójármű k.m.n. utasának sérülése közúti balesetben rögzített vagy álló objektummal való ütközésben
- V68 Nehéz szállítójármű utasának sérülése közlekedési balesetben, összeütközés nélkül
  - V68.0 Nehéz szállítójármű vezetőjének sérülése nem közúti balesetben összeütközés nélkül
  - V68.1 Nehéz szállítójármű utasának sérülése nem közúti balesetben összeütközés nélkül
  - V68.2 Nehéz szállítójármű külső részén utazó személy sérülése nem közúti balesetben összeütközés nélkül
  - V68.3 Nehéz szállítójármű k.m.n. utasának sérülése nem közúti balesetben összeütközés nélkül
  - V68.4 Személy sérülése nehéz szállítójárműre(ről) való felszállás vagy leszállás során összeütközés nélkül
  - V68.5 Nehéz szállítójármű vezetőjének sérülése közúti balesetben összeütközés nélkül
  - V68.6 Nehéz szállítójármű utasának sérülése közúti balesetben összeütközés nélkül
  - V68.7 Nehéz szállítójármű külső részén utazó személy sérülése közúti balesetben összeütközés nélkül
  - V68.9 Nehéz szállítójármű k.m.n. utasának sérülése közúti balesetben összeütközés nélkül
- V69 Nehéz szállítójármű utasának sérülése egyéb és k.m.n. közlekedési balesetben
  - V69.0 Nehéz szállítójármű vezetőjének sérülése összeütközésben, egyéb és k.m.n. motoros jármű nem közúti balesetében
  - V69.1 Nehéz szállítójármű utasának sérülése összeütközésben, egyéb és k.m.n. motoros jármű nem közúti balesetében
  - V69.2 Nehéz szállítójármű k.m.n. utasának sérülése összeütközésben, egyéb és k.m.n. motoros jármű nem közúti balesetében
  - V69.3 Nehéz szállítójármű bármely utasának sérülése összeütközésben, egyéb és k.m.n. motoros jármű nem közúti balesetében
  - V69.4 Nehéz szállítójármű vezetőjének sérülése összeütközésben, egyéb és k.m.n. motoros jármű közúti balesetében
  - V69.5 Nehéz szállítójármű utasának sérülése összeütközésben, egyéb és k.m.n. motoros jármű közúti balesetében
  - V69.6 Nehéz szállítójármű k.m.n. utasának sérülése összeütközésben, egyéb és k.m.n. motoros jármű közúti balesetében
  - V69.8 Nehéz szállítójármű bármely utasának sérülése egyéb megjelölt közlekedési balesetben
  - V69.9 Nehéz szállítójármű bármely utasának sérülése k.m.n. közúti balesetben

### Autóbusz utasának sérülése közlekedési balesetben (V70-V79)
- V70 Autóbusz utasának sérülése, gyalogossal vagy állattal való ütközésben
  - V70.0 Autóbusz vezetőjének sérülése nem közúti balesetben gyalogossal vagy állattal való ütközésben
  - V70.1 Autóbusz utasának sérülése nem közúti balesetben gyalogossal vagy állattal való ütközésben
  - V70.2 Autóbusz külső részén utazó személy sérülése nem közúti balesetben gyalogossal vagy állattal való ütközésben
  - V70.3 Autóbusz k.m.n. utasának sérülése nem közúti balesetben gyalogossal vagy állattal való ütközésben
  - V70.4 Személy sérülése autóbuszra(ról) való felszállás vagy leszállás során gyalogossal vagy állattal való ütközésben
  - V70.5 Autóbusz vezetőjének sérülése közúti balesetben gyalogossal vagy állattal való ütközésben
  - V70.6 Autóbusz utasának sérülése közúti balesetben gyalogossal vagy állattal való ütközésben
  - V70.7 Autóbusz külső részén utazó személy sérülése közúti balesetben gyalogossal vagy állattal való ütközésben
  - V70.9 Autóbusz k.m.n. utasának sérülése közúti balesetben gyalogossal vagy állattal való ütközésben
- V71 Autóbusz utasának sérülése, kerékpárral való ütközésben
  - V71.0 Autóbusz vezetőjének sérülése nem közúti balesetben kerékpárral való ütközésben
  - V71.1 Autóbusz utasának sérülése nem közúti balesetben kerékpárral való ütközésben
  - V71.2 Autóbusz külső részén utazó személy sérülése nem közúti balesetben kerékpárral való ütközésben
  - V71.3 Autóbusz k.m.n. utasának sérülése nem közúti balesetben kerékpárral való ütközésben
  - V71.4 Személy sérülése autóbuszra(ról) való felszállás vagy leszállás során kerékpárral való ütközésben
  - V71.5 Autóbusz vezetőjének sérülése közúti balesetben kerékpárral való ütközésben
  - V71.6 Autóbusz utasának sérülése közúti balesetben kerékpárral való ütközésben
  - V71.7 Autóbusz külső részén utazó személy sérülése közúti balesetben kerékpárral való ütközésben
  - V71.9 Autóbusz k.m.n. utasának sérülése közúti balesetben kerékpárral való ütközésben
- V72 Autóbusz utasának sérülése, két- vagy háromkerekű motoros járművel való ütközésben
  - V72.0 Autóbusz vezetőjének sérülése nem közúti balesetben két- vagy háromkerekű motoros járművel való ütközésben
  - V72.1 Autóbusz utasának sérülése nem közúti balesetben két- vagy háromkerekű motoros járművel való ütközésben
  - V72.2 Autóbusz külső részén utazó személy sérülése nem közúti balesetben két- vagy háromkerekű motoros járművel való ütközésben
  - V72.3 Autóbusz k.m.n. utasának sérülése nem közúti balesetben két- vagy háromkerekű motoros járművel való ütközésben
  - V72.4 Személy sérülése autóbuszra(ról) való felszállás vagy leszállás során két- vagy háromkerekű motoros járművel való ütközésben
  - V72.5 Autóbusz vezetőjének sérülése közúti balesetben két- vagy háromkerekű motoros járművel való ütközésben
  - V72.6 Autóbusz utasának sérülése közúti balesetben két- vagy háromkerekű motoros járművel való ütközésben
  - V72.7 Autóbusz külső részén utazó személy sérülése közúti balesetben két- vagy háromkerekű motoros járművel való ütközésben
  - V72.9 Autóbusz k.m.n. utasának sérülése közúti balesetben két- vagy háromkerekű motoros járművel való ütközésben
- V73 Autóbusz utasának sérülése, autóval vagy teherautóval való ütközésben
  - V73.0 Autóbusz vezetőjének sérülése nem közúti balesetben autóval vagy teherautóval való ütközésben
  - V73.1 Autóbusz utasának sérülése nem közúti balesetben autóval vagy teherautóval való ütközésben
  - V73.2 Autóbusz külső részén utazó személy sérülése nem közúti balesetben autóval vagy teherautóval való ütközésben
  - V73.3 Autóbusz k.m.n. utasának sérülése nem közúti balesetben autóval vagy teherautóval való ütközésben
  - V73.4 Személy sérülése autóbuszra(ról) való felszállás vagy leszállás során autóval vagy teherautóval való ütközésben
  - V73.5 Autóbusz vezetőjének sérülése közúti balesetben autóval vagy teherautóval való ütközésben
  - V73.6 Autóbusz utasának sérülése közúti balesetben autóval vagy teherautóval való ütközésben
  - V73.7 Autóbusz külső részén utazó személy sérülése közúti balesetben autóval vagy teherautóval való ütközésben
  - V73.9 Autóbusz k.m.n. utasának sérülése közúti balesetben autóval vagy teherautóval való ütközésben
- V74 Autóbusz utasának sérülése, nehézjárművel vagy autóbusszal való ütközésben
  - V74.0 Autóbusz vezetőjének sérülése nem közúti balesetben nehézjárművel vagy autóbusszal való ütközésben
  - V74.1 Autóbusz utasának sérülése nem közúti balesetben nehézjárművel vagy autóbusszal való ütközésben
  - V74.2 Autóbusz külső részén utazó személy sérülése nem közúti balesetben nehézjárművel vagy autóbusszal való ütközésben
  - V74.3 Autóbusz k.m.n. utasának sérülése nem közúti balesetben nehézjárművel vagy autóbusszal való ütközésben
  - V74.4 Személy sérülése autóbuszra(ról) való felszállás vagy leszállás során nehézjárművel vagy autóbusszal való ütközésben
  - V74.5 Autóbusz vezetőjének sérülése közúti balesetben nehézjárművel vagy autóbusszal való ütközésben
  - V74.6 Autóbusz utasának sérülése közúti balesetben nehézjárművel vagy autóbusszal való ütközésben
  - V74.7 Autóbusz külső részén utazó személy sérülése közúti balesetben nehézjárművel vagy autóbusszal való ütközésben
  - V74.9 Autóbusz k.m.n. utasának sérülése közúti balesetben nehézjárművel vagy autóbusszal való ütközésben
- V75 Autóbusz utasának sérülése, személy- vagy tehervonattal való ütközésben
  - V75.0 Autóbusz vezetőjének sérülése nem közúti balesetben személy- vagy tehervonattal való ütközésben
  - V75.1 Autóbusz utasának sérülése nem közúti balesetben személy- vagy tehervonattal való ütközésben
  - V75.2 Autóbusz külső részén utazó személy sérülése nem közúti balesetben személy- vagy tehervonattal való ütközésben
  - V75.3 Autóbusz k.m.n. utasának sérülése nem közúti balesetben személy- vagy tehervonattal való ütközésben
  - V75.4 Személy sérülése autóbuszra(ról) való felszállás vagy leszállás során személy- vagy tehervonattal való ütközésben
  - V75.5 Autóbusz vezetőjének sérülése közúti balesetben személy- vagy tehervonattal való ütközésben
  - V75.6 Autóbusz utasának sérülése közúti balesetben személy- vagy tehervonattal való ütközésben
  - V75.7 Autóbusz külső részén utazó személy sérülése közúti balesetben személy- vagy tehervonattal való ütközésben
  - V75.9 Autóbusz k.m.n. utasának sérülése közúti balesetben személy- vagy tehervonattal való ütközésben
- V76 Autóbusz utasának sérülése, egyéb nem motoros járművel való ütközésben
  - V76.0 Autóbusz vezetőjének sérülése nem közúti balesetben egyéb nem motoros járművel való ütközésben
  - V76.1 Autóbusz utasának sérülése nem közúti balesetben egyéb nem motoros járművel való ütközésben
  - V76.2 Autóbusz külső részén utazó személy sérülése nem közúti balesetben egyéb nem motoros járművel való ütközésben
  - V76.3 Autóbusz k.m.n. utasának sérülése nem közúti balesetben egyéb nem motoros járművel való ütközésben
  - V76.4 Személy sérülése autóbuszra(ról) való felszállás vagy leszállás során egyéb nem motoros járművel való ütközésben
  - V76.5 Autóbusz vezetőjének sérülése közúti balesetben egyéb nem motoros járművel való ütközésben
  - V76.6 Autóbusz utasának sérülése közúti balesetben egyéb nem motoros járművel való ütközésben
  - V76.7 Autóbusz külső részén utazó személy sérülése közúti balesetben egyéb nem motoros járművel való ütközésben
  - V76.9 Autóbusz k.m.n. utasának sérülése közúti balesetben egyéb nem motoros járművel való ütközésben
- V77 Autóbusz utasának sérülése rögzített vagy álló objektummal való ütközésben
  - V77.0 Autóbusz vezetőjének sérülése nem közúti balesetben rögzített vagy álló objektummal való ütközésben
  - V77.1 Autóbusz utasának sérülése nem közúti balesetben rögzített vagy álló objektummal való ütközésben
  - V77.2 Autóbusz külső részén utazó személy sérülése nem közúti balesetben rögzített vagy álló objektummal való ütközésben
  - V77.3 Autóbusz k.m.n. utasának sérülése nem közúti balesetben rögzített vagy álló objektummal való ütközésben
  - V77.4 Személy sérülése autóbuszra(ról) való felszállás vagy leszállás során rögzített vagy álló objektummal való ütközésben
  - V77.5 Autóbusz vezetőjének sérülése közúti balesetben rögzített vagy álló objektummal való ütközésben
  - V77.6 Autóbusz utasának sérülése közúti balesetben rögzített vagy álló objektummal való ütközésben
  - V77.7 Autóbusz külső részén utazó személy sérülése közúti balesetben rögzített vagy álló objektummal való ütközésben
  - V77.9 Autóbusz k.m.n. utasának sérülése közúti balesetben rögzített vagy álló objektummal való ütközésben
- V78 Autóbusz utasának sérülése közlekedési balesetben, összeütközés nélkül
  - V78.0 Autóbusz vezetőjének sérülése nem közúti balesetben összeütközés nélkül
  - V78.1 Autóbusz utasának sérülése nem közúti balesetben összeütközés nélkül
  - V78.2 Autóbusz külső részén utazó személy sérülése nem közúti balesetben összeütközés nélkül
  - V78.3 Autóbusz k.m.n. utasának sérülése nem közúti balesetben összeütközés nélkül
  - V78.4 Személy sérülése autóbuszra(ról) való felszállás vagy leszállás során összeütközés nélkül
  - V78.5 Autóbusz vezetőjének sérülése közúti balesetben összeütközés nélkül
  - V78.6 Autóbusz utasának sérülése közúti balesetben összeütközés nélkül
  - V78.7 Autóbusz külső részén utazó személy sérülése közúti balesetben összeütközés nélkül
  - V78.9 Autóbusz k.m.n. utasának sérülése közúti balesetben összeütközés nélkül
- V79 Autóbusz utasának sérülése egyéb és k.m.n. közlekedési balesetben
  - V79.0 Autóbusz vezetőjének sérülése összeütközésben, egyéb és k.m.n. motoros jármű nem közúti balesetében
  - V79.1 Autóbusz utasának sérülése összeütközésben, egyéb és k.m.n. motoros jármű nem közúti balesetében
  - V79.2 Autóbusz k.m.n. utasának sérülése összeütközésben, egyéb és k.m.n. motoros jármű nem közúti balesetében
  - V79.3 Autóbusz bármely utasának sérülése összeütközésben, egyéb és k.m.n. motoros jármű nem közúti balesetében
  - V79.4 Autóbusz vezetőjének sérülése összeütközésben, egyéb és k.m.n. motoros jármű közúti balesetében
  - V79.5 Autóbusz utasának sérülése összeütközésben, egyéb és k.m.n. motoros jármű közúti balesetében
  - V79.6 Autóbusz k.m.n. utasának sérülése összeütközésben, egyéb és k.m.n. motoros jármű közúti balesetében
  - V79.8 Autóbusz bármely utasának sérülése egyéb megjelölt közlekedési balesetben
  - V79.9 Autóbusz bármely utasának sérülése k.m.n. közúti balesetben

### Egyéb szárazföldi közlekedési balesetek (V80-V89)
- V80 Állaton lovagló személy vagy fogatolt jármű utasának sérülése közlekedési balesetben
  - V80.0 Állaton lovagló személy vagy fogatolt jármű utasának sérülése esés vagy lelökés következtében, nem összeütközéses balesetben
  - V80.1 Lovagló személy vagy fogatolt jármű utasának sérülése, gyalogossal vagy állattal való ütközésben
  - V80.2 Lovagló személy vagy fogatolt jármű utasának sérülése, kerékpárral való ütközésben
  - V80.3 Lovagló személy vagy fogatolt jármű utasának sérülése, két- vagy háromkerekű motoros járművel való ütközésben
  - V80.4 Lovagló személy vagy fogatolt jármű utasának sérülése, autóval, teherautóval, nehéz szállítójárművel vagy autóbusszal való ütközésben
  - V80.5 Lovagló személy vagy fogatolt jármű utasának sérülése, egyéb megjelölt motoros járművel való ütközésben
  - V80.6 Lovagló személy vagy fogatolt jármű utasának sérülése, személy- vagy tehervonattal való ütközésben
  - V80.7 Lovagló személy vagy fogatolt jármű utasának sérülése, egyéb nem motoros járművel való ütközésben
  - V80.8 Lovagló személy vagy fogatolt jármű utasának sérülése, rögzített vagy álló objektummal való ütközésben
  - V80.9 Lovagló személy vagy fogatolt jármű utasának sérülése egyéb és k.m.n. közlekedési balesetben
- V81 Személy- vagy tehervonat utasának sérülése közlekedési balesetben
  - V81.0 Személy- vagy tehervonat utasának sérülése motoros járművel való összeütközésben, nem közúti balesetben
  - V81.1 Személy- vagy tehervonat utasának sérülése egyéb motoros járművel való összeütközésben, közúti balesetben
  - V81.2 Személy- vagy tehervonat utasának sérülése gördülő állománnyal való összeütközésben
  - V81.3 Személy- vagy tehervonat utasának sérülése egyéb objektummal való összeütközésben
  - V81.4 Személy sérülése vasúti szerelvényre felszállás vagy arról leszállás közben
  - V81.5 Személy- vagy tehervonat utasának sérülése, esés vasúti szerelvényben
  - V81.6 Személy- vagy tehervonat utasának sérülése, esés vasúti szerelvényről
  - V81.7 Személy- vagy tehervonat utasának sérülése kisiklás alkalmából, megelőző összeütközés nélkül
  - V81.8 Személy- vagy tehervonat utasának sérülése egyéb megjelölt vasúti balesetben
  - V81.9 Személy- vagy tehervonat utasának sérülése k.m.n. vasúti balesetben
- V82 Villamos utasának sérülése közlekedési balesetben
  - V82.0 Villamos utasának sérülése motoros járművel való összeütközésben, nem közúti balesetben
  - V82.1 Villamos utasának sérülése motoros járművel való összeütközésben, közúti balesetben
  - V82.2 Villamos utasának sérülése gördülő állomány által, vagy azzal való összeütközésben
  - V82.3 Villamos utasának sérülése egyéb objektummal való összeütközésben
  - V82.4 Személy sérülése villamosra felszállás vagy arról leszállás közben
  - V82.5 Villamos utasának sérülése, esése villamosban
  - V82.6 Villamos utasának sérülése, esés villamosból
  - V82.7 Villamos utasának sérülése kisiklás alkalmával, megelőző összeütközés nélkül
  - V82.8 Villamos utasának sérülése egyéb megjelölt közlekedési balesetben
  - V82.9 Villamos utasának sérülése k.m.n. közlekedési balesetben
- V83 Speciális ipari jármű utasának sérülése közlekedési balesetben
  - V83.0 Speciális ipari jármű vezetőjének sérülése közúti balesetben
  - V83.1 Speciális ipari jármű utasának sérülése közúti balesetben
  - V83.2 Speciális ipari járműn kívül utazó személy sérülése közúti balesetben
  - V83.3 Speciális ipari jármű k.m.n. utasának sérülése közúti balesetben
  - V83.4 Személy sérülése speciális ipari járműre felszállás vagy arról leszállás során
  - V83.5 Speciális ipari jármű vezetőjének sérülése nem közúti balesetben
  - V83.6 Speciális ipari jármű utasának sérülése nem közúti balesetben
  - V83.7 Speciális ipari járművön kívül utazó személy sérülése nem közúti balesetben
  - V83.9 Speciális ipari jármű k.m.n. utasának sérülése nem közúti balesetben
- V84 Speciális mezőgazdasági jármű utasának sérülése közlekedési balesetben
  - V84.0 Speciális mezőgazdasági jármű vezetőjének sérülése közúti balesetben
  - V84.1 Speciális mezőgazdasági jármű utasának sérülése közúti balesetben
  - V84.2 Speciális mezőgazdasági járművön kívül utazó személy sérülése közúti balesetben
  - V84.3 Speciális mezőgazdasági jármű k.m.n. utasának sérülése közúti balesetben
  - V84.4 Személy sérülése speciális mezőgazdasági járműre felszállás vagy arról leszállás során
  - V84.5 Speciális mezőgazdasági jármű vezetőjének sérülése nem közúti balesetben
  - V84.6 Speciális mezőgazdasági jármű utasának sérülése nem közúti balesetben
  - V84.7 Speciális mezőgazdasági járművön kívül utazó személy sérülése nem közúti balesetben
  - V84.9 Speciális mezőgazdasági jármű k.m.n. utasának sérülése nem közúti balesetben
- V85 Speciális építőjármű utasának sérülése közlekedési balesetben
  - V85.0 Speciális építőjármű vezetőjének sérülése közúti balesetben
  - V85.1 Speciális építőjármű utasának sérülése közúti balesetben
  - V85.2 Speciális építőjárművön kívül utazó személy sérülése közúti balesetben
  - V85.3 Speciális építőjármű k.m.n. utasának sérülése közúti balesetben
  - V85.4 Személy sérülése speciális építőjárműre felszállás vagy arról leszállás során
  - V85.5 Speciális építőjármű vezetőjének sérülése nem közúti balesetben
  - V85.6 Speciális építőjármű utasának sérülése nem közúti balesetben
  - V85.7 Speciális építőjárművön kívül utazó személy sérülése nem közúti balesetben
  - V85.9 Speciális építőjármű k.m.n. utasának sérülése nem közúti balesetben
- V86 Terepjáró jármű vagy elsődlegesen nem közúti használatra tervezett motoros jármű utasának sérülése közlekedési balesetben
  - V86.0 Terepjáró vagy egyéb nem közúti motoros jármű vezetőjének sérülése közúti balesetben
  - V86.1 Terepjáró vagy egyéb nem közúti motoros jármű utasának sérülése közúti balesetben
  - V86.2 Terepjáró vagy egyéb nem közúti motoros járművön kívül utazó személy sérülése közúti balesetben
  - V86.3 Terepjáró vagy egyéb nem közúti motoros jármű k.m.n. utasának sérülése közúti balesetben
  - V86.4 Személy sérülése terepjáró vagy egyéb nem motoros járműre felszállás vagy arról leszállás során
  - V86.5 Terepjáró vagy egyéb nem közúti motoros jármű vezetőjének sérülése nem közúti balesetben
  - V86.6 Terepjáró vagy egyéb nem közúti motoros jármű utasának sérülése nem közúti balesetben
  - V86.7 Terepjáró vagy egyéb nem közúti motoros járművön kívül utazó személy sérülése nem közúti balesetben
  - V86.9 Terepjáró vagy egyéb nem közúti motoros jármű k.m.n. utasának sérülése nem közúti balesetben
- V87 Megjelölt típusú közúti baleset, de az áldozat közlekedési módja ismeretlen
  - V87.0 Személy sérülése autó és háromkerekű motoros jármű közötti összeütközésben (közúti baleset)
  - V87.1 Személy sérülése egyéb motoros jármű és két- vagy háromkerekű motoros jármű közötti összeütközésben (közúti baleset)
  - V87.2 Személy sérülése autó és teherautó közötti összeütközésben (közúti baleset)
  - V87.3 Személy sérülése autó és autóbusz közötti összeütközésben (közúti baleset)
  - V87.4 Személy sérülése autó és nehéz szállítójármű közötti összeütközésben (közúti baleset)
  - V87.5 Személy sérülése nehéz szállítójármű és autóbusz közötti összeütközésben (közúti baleset)
  - V87.6 Személy sérülése személy- vagy tehervonat és autó közötti összeütközésben (közúti baleset)
  - V87.7 Személy sérülése egyéb megjelölt motoros szállítójárművek közötti összeütközésben (közúti baleset)
  - V87.8 Személy sérülése motoros jármű egyéb megjelölt összeütközés nélküli közlekedési balesetében (közúti baleset)
  - V87.9 Személy sérülése nem motoros jármű egyéb megjelölt közúti balesetében (összeütközéssel)(összeütközés nélkül)
- V88 Megjelölt típusú nem közúti baleset, de az áldozat közlekedési módja ismeretlen
  - V88.0 Személy sérülése autó és két- vagy háromkerekű motoros jármű közötti összeütközésben, nem közúti baleset
  - V88.1 Személy sérülése egyéb motoros jármű és két- vagy háromkerekű motoros jármű közötti összeütközésben, nem közúti baleset
  - V88.2 Személy sérülése autó és teherautó közötti összeütközésben, nem közúti baleset
  - V88.3 Személy sérülése autó és autóbusz közötti összeütközésben, nem közúti baleset
  - V88.4 Személy sérülése autó és nehéz szállítójármű közötti összeütközésben, nem közúti baleset
  - V88.5 Személy sérülése nehéz szállítójármű és autóbusz közötti összeütközésben, nem közúti baleset
  - V88.6 Személy sérülése személy- vagy tehervonat és autó közötti összeütközésben, nem közúti baleset
  - V88.7 Személy sérülése egyéb megjelölt motoros járművek közötti összeütközésben, nem közúti baleset
  - V88.8 Személy sérülése motoros jármű egyéb megjelölt összeütközés nélküli közlekedési balesetében, nem közúti baleset
  - V88.9 Személy sérülése nem motoros jármű egyéb megjelölt nem közúti balesetében (összeütközéssel)(összeütközés nélkül)
- V89 Motoros vagy nem motoros járműbaleset, a jármű típusa nincs megjelölve
  - V89.0 Személy sérülése k.m.n. motoros járműbalesetben, nem közúti baleset
  - V89.1 Személy sérülése k.m.n. nem motoros járműbalesetben, nem közúti baleset
  - V89.2 Személy sérülése k.m.n. motoros járműbalesetben, közúti baleset
  - V89.3 Személy sérülése k.m.n. nem motoros járműbalesetben, közúti baleset
  - V89.9 Személy sérülése k.m.n. járműbalesetben

### Vízi közlekedési balesetek (V90-V94)
- V90 Vízbefúlást vagy elmerülést okozó, vízi járművet ért baleset
  - V90.0 Vízbefúlást vagy elmerülést okozó, kereskedelmi hajót ért baleset
  - V90.1 Vízbefúlást vagy elmerülést okozó, utasszállító hajót ért baleset
  - V90.2 Vízbefúlást vagy elmerülést okozó, halászhajót ért baleset
  - V90.3 Vízbefúlást vagy elmerülést okozó, egyéb motoros vízi járművet ért baleset
  - V90.4 Vízbefúlást vagy elmerülést okozó, vitorlást ért baleset
  - V90.5 Vízbefúlást vagy elmerülést okozó, kenut vagy kajakot ért baleset
  - V90.6 Vízbefúlást vagy elmerülést okozó, felfújható (nem motoros) járművet ért baleset
  - V90.7 Vízbefúlást vagy elmerülést okozó, vízi sít ért baleset
  - V90.8 Vízbefúlást vagy elmerülést okozó, egyéb nem motoros vízi járművet ért baleset
  - V90.9 Vízbefúlást vagy elmerülést okozó, k.m.n. vízi járművet ért baleset
- V91 Egyéb sérülést okozó, vízi járművet ért baleset
  - V91.0 Egyéb sérülést okozó, kereskedelmi hajót ért baleset
  - V91.1 Egyéb sérülést okozó, utasszállító hajót ért baleset
  - V91.2 Egyéb sérülést okozó, halászhajót ért baleset
  - V91.3 Egyéb sérülést okozó, egyéb motoros vízi járművet ért baleset
  - V91.4 Egyéb sérülést okozó, vitorlást ért baleset
  - V91.5 Egyéb sérülést okozó, kenut vagy kajakot ért baleset
  - V91.6 Egyéb sérülést okozó, felfújható (nem motoros) járművet ért baleset
  - V91.7 Egyéb sérülést okozó, vízi sít ért baleset
  - V91.8 Egyéb sérülést okozó, egyéb nem motoros vízi járművet ért baleset
  - V91.9 Egyéb sérülést okozó, k.m.n. vízi járművet ért baleset
- V92 Egyéb elmerülés vagy vízbefúlás a vízi közlekedésben, vízi járműbaleset nélkül
  - V92.0 Egyéb elmerülés vagy vízbefúlás kereskedelmi hajón, vízi járműbaleset nélkül
  - V92.1 Egyéb elmerülés vagy vízbefúlás utasszállító hajón, vízi járműbaleset nélkül
  - V92.2 Egyéb elmerülés vagy vízbefúlás halászhajón, vízi járműbaleset nélkül
  - V92.3 Egyéb elmerülés vagy vízbefúlás egyéb motoros vízi járműn, vízi járműbaleset nélkül
  - V92.4 Egyéb elmerülés vagy vízbefúlás vitorláson, vízi járműbaleset nélkül
  - V92.5 Egyéb elmerülés vagy vízbefúlás kereskedelmi kenun vagy kajakon, vízi járműbaleset nélkül
  - V92.6 Egyéb elmerülés vagy vízbefúlás felfújható (nem motoros) járműn, vízi járműbaleset nélkül
  - V92.7 Egyéb elmerülés vagy vízbefúlás vízi sín, vízi járműbaleset nélkül
  - V92.8 Egyéb elmerülés vagy vízbefúlás egyéb nem motoros vízi járműn, vízi járműbaleset nélkül
  - V92.9 Egyéb elmerülés vagy vízbefúlás k.m.n. vízi járműn, vízi járműbaleset nélkül
- V93 Elmerülést vagy vízbefúlást nem okozó baleset vízi jármű fedélzetén, a vízi jármű balesete nélkül
  - V93.0 Elmerülést vagy vízbefúlást nem okozó baleset kereskedelmi hajón, vízi járműbaleset nélkül
  - V93.1 Elmerülést vagy vízbefúlást nem okozó baleset utasszállító hajón, vízi járműbaleset nélkül
  - V93.2 Elmerülést vagy vízbefúlást nem okozó baleset halászhajón, vízi járműbaleset nélkül
  - V93.3 Elmerülést vagy vízbefúlást nem okozó baleset egyéb motoros vízi járműn, vízi járműbaleset nélkül
  - V93.4 Elmerülést vagy vízbefúlást nem okozó baleset vitorláson, vízi járműbaleset nélkül
  - V93.5 Elmerülést vagy vízbefúlást nem okozó baleset kenun vagy kajakon, vízi járműbaleset nélkül
  - V93.6 Elmerülést vagy vízbefúlást nem okozó baleset felfújható (nem motoros) járműn, vízi járműbaleset nélkül
  - V93.7 Elmerülést vagy vízbefúlást nem okozó baleset vízi sín, vízi járműbaleset nélkül
  - V93.8 Elmerülést vagy vízbefúlást nem okozó baleset egyéb nem motoros vízi járműn, vízi járműbaleset nélkül
  - V93.9 Elmerülést vagy vízbefúlást nem okozó baleset k.m.n. vízi járműn, vízi járműbaleset nélkül
- V94 Egyéb és k.m.n. vízi közlekedési baleset
  - V94.0 Egyéb és k.m.n. vízi közlekedési baleset kereskedelmi hajón
  - V94.1 Egyéb és k.m.n. vízi közlekedési baleset utasszállító hajón
  - V94.2 Egyéb és k.m.n. vízi közlekedési baleset halászhajón
  - V94.3 Egyéb és k.m.n. vízi közlekedési baleset egyéb motoros vízi járműn
  - V94.4 Egyéb és k.m.n. vízi közlekedési baleset vitorláson
  - V94.5 Egyéb és k.m.n. vízi közlekedési baleset kenun vagy kajakon
  - V94.6 Egyéb és k.m.n. vízi közlekedési baleset felfújható (nem motoros) járműn
  - V94.7 Egyéb és k.m.n. vízi közlekedési baleset vízi sín
  - V94.8 Egyéb és k.m.n. vízi közlekedési baleset egyéb nem motoros vízi járműn
  - V94.9 Egyéb és k.m.n. vízi közlekedési baleset k.m.n. vízi járműn

### Légi- és űr-közlekedési balesetek (V95-V97)
- V95 Légi jármű utasának sérülése a motoros légi jármű balesete miatt
  - V95.0 Utas sérülése helikopter balesetben
  - V95.1 Utas sérülése ultra- vagy mikrokönnyű, valamint motoros sárkányrepülő balesetben
  - V95.2 Utas sérülése egyéb rögzített szárnyú magánrepülő balesetben
  - V95.3 Utas sérülése rögzített szárnyú kereskedelmi légi jármű balesetben
  - V95.4 Utas sérülése űrjármű balesetben
  - V95.8 Utas sérülése egyéb légi jármű balesetben
  - V95.9 Utas sérülése k.m.n. légi jármű balesetben
- V96 Utas sérülése nem motoros légi jármű balesetében
  - V96.0 Utas sérülése hőlégballon-balesetben
  - V96.1 Utas sérülése vitorlázórepülő-balesetben
  - V96.2 Utas sérülése sárkányrepülő (nem motoros) balesetben
  - V96.8 Utas sérülése egyéb nem motoros légi jármű balesetben
  - V96.9 Utas sérülése k.m.n. nem motoros légi jármű balesetben
- V97 Egyéb légi közlekedési baleset
  - V97.0 Légi jármű utasának sérülése egyéb légi közlekedési balesetben
  - V97.1 Személy sérülése légi járműre felszállás vagy arról leszállás közben
  - V97.2 Ejtőernyős sérülése légi közlekedési balesetben
  - V97.3 Földi személy sérülése légi közlekedési balesetben
  - V97.8 Egyéb légi közlekedési baleset, k.m.n.

### Egyéb és külön megnevezés nélküli közlekedési balesetek (V98-V99)
- V98 Egyéb közlekedési balesetek
- V99 Közlekedés baleset külön megnevezés nélkül (k.m.n.)

## A baleseti sérülés egyéb külső okai (W00-X59)

### Esések (W00-W19)
- W00 Esés ugyanazon a szinten hóra vagy jégre
- W01 Esés ugyanazon a szinten megcsúszás, botlás miatt
- W02 Esés korcsolyával, sível, görkorcsolyával vagy gördeszkával
- W03 Egyéb esés ugyanazon a szinten, más személlyel való összeütközés vagy más személy általi lökés miatt
- W04 Esés más személy általi szállítás vagy támogatás közben
- W05 Leesés tolószékről
- W06 Leesés ágyról
- W07 Leesés székről
- W08 Leesés egyéb bútorról
- W09 Leesés játszótéri berendezésekről
- W10 Esés lépcsősorról(ra) vagy lépcsőfokról(ra)
- W11 Esés létráról(ra)
- W12 Esés állványzatról(ra)
- W13 Esés épületből(ről) vagy műtárgyból(ról)
- W14 Leesés fáról
- W15 Leesés szikláról
- W16 A vízbe történő beugrásból vagy lemerülésből származó baleset, a vízbefúlás vagy elmerülés kivételével
- W17 Egyéb esés egyik szintről a másikra
- W18 Egyéb esés ugyanazon szinten
- W19 Esés k.m.n.

### Élettelen mechanikai erők által okozott baleset (W20-W49)
- W20 Ütés dobott, lőtt vagy eső tárgytól
- W21 Nekiütődés vagy ütés sportszertől
- W22 Nekiütődés vagy ütés egyéb tárgytól
- W23 Beszorulás, becsípődés, összezúzódás tárgyak közé (között)
- W24 Emelő és transzmissziós munkagépek által okozott balesetek, m.n.o.
- W25 Éles üveg által okozott baleset
- W26 Kés, kard vagy tőr által okozott baleset
- W27 Nem motoros kéziszerszámok által okozott baleset
- W28 Motoros fűnyíró által okozott baleset
- W29 Egyéb motoros kéziszerszámok és háztartási készülékek által okozott baleset
- W30 Mezőgazdasági munkagépek által okozott baleset
- W31 Egyéb és k.m.n. készülékek által okozott baleset
- W32 Kézi lőfegyver lövedéke
- W33 Sörétes vadászfegyver, huzagolt csövű lőfegyver és nagyobb lőfegyver lövedéke
- W34 Egyéb és k.m.n. lőfegyver lövedéke
- W35 Bojler robbanása vagy repedése
- W36 Gázpalack robbanása vagy repedése
- W37 Nyomás alatt lévő abroncs, cső és tömlő robbanása vagy repedése
- W38 Egyéb nyomás alatt lévő eszköz robbanása vagy repedése
- W39 Tűzijáték lövedéke
- W40 Egyéb anyagok robbanása
- W41 Magas nyomású fecskendő által okozott baleset
- W42 Zajártalom
- W43 Vibrációs ártalom
- W44 A szembe vagy testnyílásba behatoló idegentest
- W45 A bőrön keresztül behatoló idegentest vagy tárgy
- W49 Egyéb és k.m.n. élettelen mechanikai erők által okozott baleset

### Élő mechanikai erők által okozott baleset (W50-W64)
- W50 Balesetszerű nekiütődés, ütés, rúgás, harapás vagy karmolás más személytől
- W51 Beütődés vagy nekiütődés másik személybe(nek)
- W52 Összenyomás vagy taszítás tömeg vagy tülekedés által
- W53 Patkányharapás
- W54 Kutyaharapás
- W55 Egyéb emlősök harapása
- W56 Tengeri állat által okozott sérülés
- W57 Nem mérges rovarok és egyéb nem mérges arthropodák csípése vagy harapása
- W58 Krokodil vagy aligátor harapása
- W59 Egyéb hüllők harapása vagy marása
- W60 Növényi tüske vagy tövis vagy éles levél által okozott sérülés
- W64 Egyéb és k.m.n. élő mechanikai erők által okozott baleset

### Balesetszerű vízbefulladás vagy elmerülés (W65-W74)
- W65 Vízbefulladás és elmerülés fürdőkádban
- W66 Vízbefulladás vagy elmerülés fürdőkádba esést követően
- W67 Vízbefulladás vagy elmerülés úszómedencében
- W68 Vízbefulladás vagy elmerülés úszómedencébe esést követően
- W69 Vízbefulladás és elmerülés természetes vízben
- W70 Vízbefulladás vagy elmerülés természetes vízbe esést követően
- W73 Egyéb vízbefulladás és elmerülés
- W74 Vízbefulladás vagy elmerülés k.m.n.

### Egyéb balesetszerű légzési veszélyeztetettség (W75-W84)
- W75 Balesetszerű fulladás és strangulatio ágyban
- W76 Egyéb balesetszerű akasztás és strangulatio
- W77 Elzáródás vagy fulladás beomlás, leomló föld vagy egyéb anyag miatt
- W78 Gyomortartalom inhalációja
- W79 Étel inhalációja vagy aspirációja által okozott obstructio a légutakban
- W80 Egyéb tárgyak inhalációja vagy aspirációja által okozott légúti obstructio
- W81 Bezáródás vagy bezárás alacsony oxigén tartalmú környezetben
- W83 Egyéb fulladás
- W84 Fulladás k.m.n.

### Elektromos áram, sugárzás, szélsőséges környezeti hőmérséklet és légnyomás által okozott ártalmak (W85-W99)
- W85 Elektromos vezetékek által okozott baleset
- W86 Elektromos áram által okozott egyéb baleset
- W87 Elektromos áram által okozott baleset k.m.n.
- W88 Ionizáló sugárzás által okozott ártalom
- W89 Látható és ibolyántúli sugárzás által okozott ártalom
- W90 Egyéb nem ionizáló sugárzás által okozott ártalom
- W91 Sugárzás k.m.n. típusa által okozott ártalom
- W92 Mesterséges eredetű excesszív hőség által okozott ártalom
- W93 Mesterséges eredetű excesszív hideg által okozott ártalom
- W94 Magas és alacsony légnyomás és légnyomás változások által okozott ártalom
- W99 Egyéb és k.m.n. mesterséges környezeti tényezők által okozott ártalom

### Füst, tűz és lángok hatásai (X00-X09)
- X00 Ellenőrzés alatt nem álló tűz épületben vagy építményben
- X01 Ellenőrzés alatt nem álló tűz, nem épületben vagy építményben
- X02 Ellenőrzött tűz épületben vagy építményben
- X03 Ellenőrzött tűz nem épületben vagy építményben
- X04 Nagymértékben gyúlékony anyagok meggyulladása
- X05 Éjszakai ruházat meggyulladása vagy megolvadása
- X06 Egyéb ruházat vagy viselet meggyulladása vagy megolvadása
- X08 Egyéb füst, tűz vagy láng által okozott baleset
- X09 Füst, tűz vagy láng által okozott baleset k.m.n.

### Érintkezés izzó és forró anyagokkal (X10-X19)
- X10 Forró ételek, italok, zsírok és főzőolajok által okozott ártalom
- X11 Forró csapvíz által okozott ártalom
- X12 Egyéb forró folyadékok által okozott ártalom
- X13 Forró gőzök és párák által okozott ártalom
- X14 Forró levegő vagy gázok által okozott ártalom
- X15 Forró háztartási készülékek által okozott baleset
- X16 Forró fűtőberendezések, hősugárzók és csövek által okozott ártalom
- X17 Forró motorok, gépezetek vagy szerszámok által okozott baleset
- X18 Egyéb forró fémek által okozott baleset
- X19 Egyéb forró és izzó anyagok által okozott baleset

### Érintkezés mérgező állatokkal és növényekkel (X20-X29)
- X20 Mérges kígyók és gyíkok által okozott mérgezés
- X21 Mérges pókok csípése
- X22 Skorpió csípése
- X23 Méhek, lódarazsak és darazsak csípése
- X24 Százlábú és mérges százlábú (trópusi) csípése
- X25 Egyéb mérges arthropodák csípése
- X26 Mérges tengeri állatok és növények csípése
- X27 Egyéb mérges állatok csípése
- X28 Egyéb mérges növények csípése
- X29 Mérges állat vagy növény csípése k.m.n.

### Természeti erők által okozott balesetek (X30-X39)
- X30 Természetes eredetű excesszív hőség által okozott ártalom
- X31 Természetes eredetű excesszív hideg által okozott ártalom
- X32 Napsugárzás által okozott ártalom
- X33 Villámcsapás áldozata
- X34 Földrengés áldozata
- X35 Vulkánkitörés áldozata
- X36 Lavina, földcsuszamlás és egyéb földmozgás áldozata
- X37 Elemi csapás szerű vihar áldozata
- X38 Árvíz áldozata
- X39 Egyéb és k.m.n. természeti erők által okozott ártalom

### Káros anyagok által okozott balesetszerű mérgezés (X40-X49)
- X40 Balesetszerű mérgezés nem opiát fájdalom- és lázcsillapítók, antirheumaticumok által
- X41 Balesetszerű mérgezés antiepileptikum, altató-nyugtató és antiparkinson szerek és pszichotróp gyógyszerek által, m.n.o.
- X42 Balesetszerű mérgezés narkotikumok és pszichodiszleptikumok [hallucinogének] által, m.n.o.
- X43 Balesetszerű mérgezés az autonóm idegrendszerre ható egyéb gyógyszerek által
- X44 Balesetszerű mérgezés egyéb és k.m.n. gyógyszerek és biológiai anyagok által
- X45 Balesetszerű mérgezés alkohol által
- X46 Balesetszerű mérgezés szerves oldószerek és szénhidrogének halogén származékai és gőzei által
- X47 Balesetszerű mérgezés egyéb gázok és gőzök által
- X48 Balesetszerű mérgezés peszticidek által
- X49 Balesetszerű mérgezés egyéb és k.m.n. vegyszerek és mérgező anyagok által

### Túlerőltetés, utazás és nélkülözés hatásai (X50-X57)
- X50 Kimerülés fokozott erőfeszítés vagy ismétlődő mozgás által
- X51 Utazási és helyváltoztatási betegség
- X52 Elhúzódó tartózkodás súlytalansági állapotban
- X53 Élelemhiány
- X54 Vízhiány
- X57 Nélkülözés k.m.n.

### Egyéb és külön megnevezés nélküli környezeti tényezők hatásai (X58-X59)
- X58 Egyéb tényezők által okozott sérülés
- X59 Külön megnevezés nélküli (k.m.n.) tényezők által okozott sérülés

## Szándékos önártalom (X60-X84)
- X60 Szándékos önmérgezés nem opioid fájdalom- és lázcsillapítókkal, antirheumaticumokkal
- X61 Szándékos önmérgezés antiepileptikum, altató-nyugtató és antiparkinson szerek és pszichotróp drogok által, k.m.n.
- X62 Szándékos önmérgezés narkotikumok és pszichodiszleptikumok [hallucinogének] által, m.n.o.
- X63 Szándékos önmérgezés az autonóm idegrendszerre ható egyéb gyógyszerek által
- X64 Szándékos önmérgezés egyéb és k.m.n. gyógyszerek és biológiai anyagok által
- X65 Szándékos önmérgezés alkohol által
- X66 Szándékos önmérgezés szerves oldószerek és szénhidrogének halogén származékai és gőzeik által
- X67 Szándékos önmérgezés egyéb gázok és gőzök által
- X68 Szándékos önmérgezés peszticidek által
- X69 Szándékos önmérgezés egyéb és k.m.n. vegyszerek és mérgező anyagok által
- X70 Szándékos önártalom akasztás, zsinegelés és megfojtás által
- X71 Szándékos önártalom vízbe fulladás és elmerülés által
- X72 Szándékos önártalom kézi lőfegyverrel
- X73 Szándékos önártalom sörétes és huzagolt csövű lőfegyverrel és katonai lőfegyverrel
- X74 Szándékos önártalom egyéb és k.m.n. lőfegyverrel
- X75 Szándékos önártalom robbanó anyagokkal
- X76 Szándékos önártalom tűzzel, füsttel és lángokkal
- X77 Szándékos önártalom forró gőzzel és tárgyakkal
- X78 Szándékos önártalom szúró- és vágóeszközzel
- X79 Szándékos önártalom tompa tárggyal
- X80 Szándékos önártalom magas helyről leugrás által
- X81 Szándékos önártalom mozgó objektum elé ugrás vagy fekvés által
- X82 Szándékos önártalom motoros járműtől való összezúzatás által
- X83 Szándékos önártalom egyéb megjelölt módon
- X84 Szándékos önártalom k.m.n.

## Testi sértés (X85-Y09)
- X85 Gyógyszerekkel, kábítószerekkel és biológiai anyagokkal elkövetett testi sértés
- X86 Maró anyagokkal elkövetett testi sértés
- X87 Peszticidekkel elkövetett testi sértés
- X88 Gázokkal és gőzökkel elkövetett testi sértés
- X89 Egyéb vegyszerek és mérgező anyagok által elkövetett testi sértés
- X90 K.m.n. vegyszerrel és mérgező anyaggal elkövetett testi sértés
- X91 Akasztás, zsinegelés és megfojtás által elkövetett testi sértés
- X92 Vízbefojtás és elmerülés által elkövetett testi sértés
- X93 Kézi lőfegyverrel elkövetett testi sértés
- X94 Sörétes vadászfegyverrel, huzagolt csövű és katonai lőfegyverrel elkövetett testi sértés
- X95 Egyéb és k.m.n. lövéssel elkövetett testi sértés
- X96 Robbanó anyagokkal elkövetett bűncselekmény
- X97 Füsttel, tűzzel és lángokkal elkövetett testi sértés
- X98 Forró gőzökkel és tárgyakkal elkövetett testi sértés
- X99 Éles eszközökkel elkövetett testi sértés
- Y00 Tompa tárggyal elkövetett testi sértés
- Y01 Magas helyről való lelökés által elkövetett testi sértés
- Y02 Mozgó objektum elé lökés vagy helyezés által elkövetett testi sértés
- Y03 Motoros járművel való összezúzatás által elkövetett testi sértés
- Y04 Testi erővel elkövetett testi sértés
- Y05 Testi erővel elkövetett szexuális testi sértés
- Y06 Elhanyagolás és elhagyás
  - Y06.0 Házastárs vagy partner által
  - Y06.1 Szülő által
  - Y06.2 Ismerős vagy barát által
  - Y06.8 Egyéb megjelölt személy által
  - Y06.9 K.m.n. személy által
- Y07 Egyéb rossz-bánásmód szindrómák
  - Y07.0 Házastárs vagy partner által
  - Y07.1 Szülő által
  - Y07.2 Ismerős vagy barát által
  - Y07.3 Hivatalos hatóság által
  - Y07.8 Egyéb megjelölt személy által
  - Y07.9 K.m.n. személy által
- Y08 Egyéb megjelölt módon elkövetett testi sértés
- Y09 K.m.n. módon elkövetett testi sértés

## Nem meghatározott szándékú esemény (Y10-Y34)
- Y10 Mérgezés nem opioid fájdalom- és lázcsillapítók, antirheumaticumok által, nem meghatározott szándékú
- Y11 Mérgezés antiepileptikum, altató-nyugtató és antiparkinson szerek és pszichotróp gyógyszerek által, m.n.o. nem meghatározott szándékú
- Y12 Mérgezés narkotikumok és pszichodiszleptikumok [hallucinogének] által, m.n.o., nem meghatározott szándékú
- Y13 Mérgezés az autonóm idegrendszerre ható egyéb gyógyszerek által, nem meghatározott szándékú
- Y14 Mérgezés egyéb és k.m.n. drogok, gyógyszerek és biológiai anyagok által, nem meghatározott szándékú
- Y15 Mérgezés alkohol által, nem meghatározott szándékú
- Y16 Mérgezés szerves oldószerek és szénhidrogének halogén származékai és gőzeik által, nem meghatározott szándékú
- Y17 Mérgezés egyéb gázok és gőzök által, nem meghatározott szándékú
- Y18 Mérgezés peszticidek által, nem meghatározott szándékú
- Y19 Mérgezés egyéb és k.m.n. vegyszerek és mérgező anyagok által, nem meghatározott szándékú
- Y20 Akasztás, zsinegelés és megfulladás, nem meghatározott szándékú
- Y21 Vízbe fulladás és elmerülés, nem meghatározott szándékú
- Y22 Sérülés kézi lőfegyverek által, nem meghatározott szándékú
- Y23 Sérülés sörétes vadászfegyver, huzagolt csövű és katonai lőfegyver által, nem meghatározott szándékú
- Y24 Sérülés egyéb és k.m.n. lőfegyver által, nem meghatározott szándékú
- Y25 Sérülés robbanóanyagok által, nem meghatározott szándékú
- Y26 Füst, tűz és lángok hatása, nem meghatározott szándékú
- Y27 Sérülés forró gőzök és tárgyak által, nem meghatározott szándékú
- Y28 Sérülés éles tárgyak által, nem meghatározott szándékú
- Y29 Sérülés tompa tárgy által, nem meghatározott szándékú
- Y30 Esés, ugrás vagy lelöketés magas helyről, nem meghatározott szándékú
- Y31 Mozgó objektum elé esés vagy aláfekvés vagy el-, ill. nekifutás nem meghatározott szándékú
- Y32 Motoros járművel ütközés, roncsolódás nem meghatározott szándékú
- Y33 Egyéb megjelölt, nem meghatározott szándékú esemény
- Y34 K.m.n. esemény nem meghatározott szándékú

## Törvényes beavatkozás és háborús cselekmények (Y35-Y36)
- Y35 Törvényes beavatkozás
  - Y35.0 Törvényes beavatkozás lőfegyver révén
  - Y35.1 Törvényes beavatkozás robbanóanyagok révén
  - Y35.2 Törvényes beavatkozás gázok révén
  - Y35.3 Törvényes beavatkozás tompa tárgyak révén
  - Y35.4 Törvényes beavatkozás éles tárgyak révén
  - Y35.5 Törvényes kivégzés
  - Y35.6 Törvényes beavatkozás egyéb megjelölt módon
  - Y35.7 Törvényes beavatkozás k.m.n. módon
- Y36 Háborús cselekmények
  - Y36.0 Háborús cselekmények tengerészeti fegyverek robbanása révén
  - Y36.1 Háborús cselekmények repülőgép pusztulása révén
  - Y36.2 Háborús cselekmények egyéb robbanás és szilánkok révén
  - Y36.3 Háborús cselekmények tűz, tűzvész és forró anyagok révén
  - Y36.4 Háborús cselekmények lőfegyverek és a hagyományos hadviselés egyéb formái révén
  - Y36.5 Háborús cselekmények nukleáris fegyverek révén
  - Y36.6 Háborús cselekmények biológiai fegyverek révén
  - Y36.7 Háborús cselekmények vegyi fegyverek és nem hagyományos hadviselési formák révén
  - Y36.8 Az ellenségeskedés megszűnése után keletkezett háborús cselekmények
  - Y36.9 Háborús cselekmények k.m.n.

## Az orvosi ellátás szövődményei (Y40-Y84)

### Drogok, gyógyszerek és biológiai anyagok káros hatásai a gyógykezelés során (Y40-Y59)
- Y40 Szisztémás antibiotikumok
  - Y40.0 Penicillinek
  - Y40.1 Cefalosporinok és egyéb béta-laktám antibiotikumok
  - Y40.2 Chloramphenicol csoport
  - Y40.3 Macrolidek
  - Y40.4 Tetraciklinek
  - Y40.5 Aminoglikozidok
  - Y40.6 Rifamicinek
  - Y40.7 Szisztémásan alkalmazott fungicid antibiotikumok
  - Y40.8 Egyéb szisztémás antibiotikumok
  - Y40.9 Szisztémás antibiotikum k.m.n.
- Y41 Egyéb szisztémás fertőzés elleni szerek és antiparazitikumok
  - Y41.0 Szulfonamidok
  - Y41.1 Mycobacterium elleni szerek
  - Y41.2 Malária elleni és egyéb vérprotozoonokra ható gyógyszerek
  - Y41.3 Egyéb protozoonok elleni szerek
  - Y41.4 Féreghajtók
  - Y41.5 Vírus elleni szerek
  - Y41.8 Egyéb szisztémás fertőzés elleni szerek és antiparazitikumok
  - Y41.9 Szisztémás fertőzés elleni szerek és antiparazitikumok k.m.n.
- Y42 Hormonok és szintetikus pótszereik és antagonistáik, m.n.o.
  - Y42.0 Glukokortikoidok és szintetikus analógjaik
  - Y42.1 Pajzsmirigy-hormonok és pótszereik
  - Y42.2 Antithyreoid szerek
  - Y42.3 Inzulin és orális hypoglycaemizáló [antidiabetikus] szerek
  - Y42.4 Orális fogamzásgátlók
  - Y42.5 Egyéb ösztrogének és progesztogének
  - Y42.6 Antigonadotropinok, antiösztrogének, antiandrogének, m.n.o.
  - Y42.7 Androgének és anabolikus rokonszerek
  - Y42.8 Egyéb és k.m.n. hormonok és szintetikus pótszereik
  - Y42.9 Egyéb és k.m.n. hormon antagonisták
- Y43 Elsődlegesen szisztémás szerek
  - Y43.0 Antiallergiás és antiemetikus szerek
  - Y43.1 Daganat elleni antimetabolitok
  - Y43.2 Daganat elleni természetes termékek
  - Y43.3 Egyéb daganat elleni szerek
  - Y43.4 Immunszuppresszív szerek
  - Y43.5 Savképző és lúgosító anyagok
  - Y43.6 Enzimek m.n.o.
  - Y43.8 Egyéb elsődlegesen szisztémás szerek, m.n.o.
  - Y43.9 Elsődlegesen szisztémás szerek k.m.n.
- Y44 Elsődlegesen a vér alkotóelemeire ható anyagok
  - Y44.0 Vas-készítmények és egyéb hypochrom anaemia elleni készítmények
  - Y44.1 B12-vitamin, folsav és egyéb megaloblastos anaemia elleni készítmények
  - Y44.2 Antikoagulánsok
  - Y44.3 Antikoaguláns antagonisták, K-vitamin és egyéb koagulánsok
  - Y44.4 Antithrombotikus szerek [thrombocyta-aggregáció inhibitorok]
  - Y44.5 Thrombolyticus szerek
  - Y44.6 Természetes vér és vérkészítmények
  - Y44.7 Plazmapótló szerek
  - Y44.9 A vér alkotóelemeire ható egyéb és k.m.n. anyagok
- Y45 Fájdalom- és lázcsillapítók és gyulladás elleni szerek
  - Y45.0 Opioid fájdalomcsillapítók
  - Y45.1 Szalicilátok
  - Y45.2 Propionsav származékok
  - Y45.3 Egyéb nem szteroid gyulladásgátlók [NSAID]
  - Y45.4 Antirheumaticumok
  - Y45.5 4-aminofenol származékok
  - Y45.8 Egyéb fájdalom- és lázcsillapítók
  - Y45.9 Fájdalom- és lázcsillapítók és gyulladás elleni szerek k.m.n.
- Y46 Antiepileptikumok és antiparkinson szerek
  - Y46.0 Szukcinimidek
  - Y46.1 Oxazolidinedionok
  - Y46.2 Hidantoin származékok
  - Y46.3 Dezoxi-barbiturátok
  - Y46.4 Iminostilbének
  - Y46.5 Valproát sav
  - Y46.6 Egyéb és k.m.n. antiepileptikumok
  - Y46.7 Antiparkinson gyógyszerek
  - Y46.8 Görcsellenes szerek
- Y47 Nyugtatók, altatók és szorongáscsökkentő szerek
  - Y47.0 Barbiturátok, m.n.o.
  - Y47.1 Benzodiazepinek
  - Y47.2 Klorál származékok
  - Y47.3 Paraldehid
  - Y47.4 Bróm-vegyületek
  - Y47.5 Kevert nyugtatók és altatók, m.n.o.
  - Y47.8 Egyéb nyugtatók, altatók és szorongáscsökkentő szerek
  - Y47.9 Nyugtatók, altatók és szorongáscsökkentő szerek k.m.n.
- Y48 Anaestheticumok és terápiás gázok
  - Y48.0 Inhalációs anaestheticumok
  - Y48.1 Parenterális anaestheticumok
  - Y48.2 Egyéb és k.m.n. általános anaestheticumok
  - Y48.3 Helyi anaestheticumok
  - Y48.4 Anaesthetica k.m.n.
  - Y48.5 Terápiás gázok
- Y49 Pszichotróp szerek m.n.o.
  - Y49.0 Triciklikus és tetraciklikus antidepresszánsok
  - Y49.1 Monoamino-oxidáz-inhibitor antidepresszánsok
  - Y49.2 Egyéb és k.m.n. antidepresszánsok
  - Y49.3 Fenotiazin antipszichotikus gyógyszerek és neuroleptikumok
  - Y49.4 Butirofenon és tioxantin neuroleptikumok
  - Y49.5 Egyéb antipszichotikus gyógyszerek és neuroleptikumok
  - Y49.6 Pszichodiszleptikumok [hallucinogének]
  - Y49.7 Pszichostimulánsok, abúzus potenciális lehetőségével
  - Y49.8 Egyéb pszichotróp gyógyszerek. m.n.o.
  - Y49.9 Pszichotróp szer k.m.n.
- Y50 Központi idegrendszeri stimulánsok m.n.o.
  - Y50.0 Analeptikumok
  - Y50.1 Opioid receptor antagonisták
  - Y50.2 Metilxantinok, m.n.o.
  - Y50.8 Egyéb központi idegrendszer stimulánsok
  - Y50.9 Központi idegrendszer stimuláns k.m.n.
- Y51 Elsődlegesen az autonóm idegrendszerre ható szerek
  - Y51.0 Antikolineszteráz szerek
  - Y51.1 Egyéb paraszimpatomimetikumok [kolinergikumok]
  - Y51.2 Ganglionblokkoló szerek, m.n.o.
  - Y51.3 Egyéb paraszimpatolitikumok [antikolinergikumok és antimuszkarinok] és spasmolyticumok, m.n.o.
  - Y51.4 Túlnyomóan alfa-adrenoreceptor agonisták, m.n.o.
  - Y51.5 Túlnyomóan béta-adrenoreceptor agonisták, m.n.o.
  - Y51.6 Alfa-adrenoreceptor antagonisták, m.n.o.
  - Y51.7 Béta-adrenoreceptor agonisták, m.n.o.
  - Y51.8 Centrálisan ható és adrenerg neuronblokkoló szerek, m.n.o.
  - Y51.9 Elsődlegesen az autonóm idegrendszerre ható egyéb és k.m.n. szer
- Y52 Elsődlegesen a szív-érrendszerre ható szerek
  - Y52.0 Cardiostimuláns glikozidák és hasonló hatású szerek
  - Y52.1 Kalciumcsatorna blokkolók
  - Y52.2 Egyéb anti-arrhythmiás szerek m.n.o.
  - Y52.3 Szívkoszorúér-tágítók, m.n.o.
  - Y52.4 Angiotenzin-konvertáló enzim gátlói
  - Y52.5 Egyéb vérnyomáscsökkentő szerek, m.n.o.
  - Y52.6 Hyperlipaemia és arteriosclerosis elleni szerek
  - Y52.7 Perifériás értágítók
  - Y52.8 Varicositas elleni szerek, beleértve a sclerotizáló anyagokat
  - Y52.9 Elsődlegesen a szív-érrendszerre ható egyéb és k.m.n. szer
- Y53 Elsődlegesen a gyomor-bél rendszerre ható szerek
  - Y53.0 Hisztamin H2 -receptor antagonisták
  - Y53.1 Egyéb sav- és gyomornedv szekréciót csökkentő gyógyszerek
  - Y53.2 Bélizgató hashajtók
  - Y53.3 Sós és ozmotikus hashajtók
  - Y53.4 Egyéb hashajtók
  - Y53.5 Emésztésserkentők
  - Y53.6 Hasmenés elleni szerek
  - Y53.7 Hánytatók
  - Y53.8 Elsődlegesen a gyomor-bél rendszerre ható egyéb szerek
  - Y53.9 Elsődlegesen a gyomor-bél rendszerre ható szer k.m.n.
- Y54 Elsődlegesen a vízháztartásra, ásványi- és húgysavanyagcserére ható szerek
  - Y54.0 Mineralokortikoidok
  - Y54.1 Mineralokortikoid antagonisták [aldosteron antagonisták]
  - Y54.2 Carboanhydrase-inhibitorok
  - Y54.3 Benzotiadizin származékok
  - Y54.4 Kacs-diuretikumok
  - Y54.5 Egyéb diuretikumok
  - Y54.6 Elektrolitek, kalorikus és vízegyensúlyra ható szerek
  - Y54.7 A kalcifikációra ható szerek
  - Y54.8 Húgysavanyagcserére ható szerek
  - Y54.9 Ásványi sók, m.n.o.
- Y55 Elsődlegesen a simaizmokra, vázizmokra és a légzőrendszerre ható szerek
  - Y55.0 Fájáskeltő szerek
  - Y55.1 Vázizom-relaxánsok [neuromusculáris blokkolók]
  - Y55.2 Elsődlegesen az izmokra ható egyéb és k.m.n. szerek
  - Y55.3 Köhögéscsillapítók
  - Y55.4 Köptetők
  - Y55.5 Meghűlés elleni szerek
  - Y55.6 Antiasthmatica, m.n.o.
  - Y55.7 Elsődlegesen a légzőrendszerre ható egyéb és k.m.n. szerek
- Y56 Elsődlegesen a bőrre és a nyálkahártyákra ható, topikus szerek, valamint szem-, fül-orr-gégegyógyászati és fogászati szerek
  - Y56.0 Helyi fungicid, fertőzés elleni és gyulladáscsökkentő szerek, m.n.o.
  - Y56.1 Antipruritica
  - Y56.2 Helyi adstringensek és detergensek
  - Y56.3 Puhító, védő és fájdalomcsillapító szerek
  - Y56.4 Keratolyticum, keratoplasticum és egyéb hajkezelő szerek és készítmények
  - Y56.5 Szemészeti szerek és készítmények
  - Y56.6 Fül-orr-gégegyógyászati szerek és készítmények
  - Y56.7 Helyileg alkalmazott fogászati szerek
  - Y56.8 Egyéb topikus szerek
  - Y56.9 Topikus szer k.m.n.
- Y57 Egyéb és k.m.n. szerek és gyógyszerek
  - Y57.0 Étvágycsökkentők [anorectica]
  - Y57.1 Lipotrop szerek
  - Y57.2 Antidotumok és kelátképző szerek m.n.o.
  - Y57.3 Alkoholelvonó szerek
  - Y57.4 Gyógyszerészeti kiegészítő anyagok
  - Y57.5 Röntgen kontrasztanyagok
  - Y57.6 Egyéb diagnosztikai szerek
  - Y57.7 Vitaminok m.n.o.
  - Y57.8 Egyéb szerek és gyógyszerek
  - Y57.9 Szer vagy gyógyszer k.m.n.
- Y58 Bakteriális oltóanyagok
  - Y58.0 BCG vakcina
  - Y58.1 Tífusz és paratífusz vakcina
  - Y58.2 Kolera vakcina
  - Y58.3 Pestis vakcina
  - Y58.4 Tetanusz vakcina
  - Y58.5 Diftéria vakcina
  - Y58.6 Pertussis vakcina, beleértve a pertussis komponenst tartalmazó kombinált oltóanyagot
  - Y58.8 Kombinált bakteriális oltóanyagok, a pertussis komponenst tartalmazó kivételével
  - Y58.9 Egyéb és k.m.n bakteriális oltóanyagok
- Y59 Egyéb és k.m.n. oltó és biológiai anyagok
  - Y59.0 Vírus-vakcina
  - Y59.1 Rickettsia-vakcina
  - Y59.2 Protozoa-vakcina
  - Y59.3 Immunglobulin
  - Y59.8 Egyéb meghatározott vakcinák és biológiai anyagok
  - Y59.9 Vakcina vagy biológiai anyag k.m.n.

### Műtéti és gyógykezelési balesetek (Y60-Y69)
- Y60 Akaratlan vágás, szúrás, perforáció vagy vérzés a műtét vagy gyógykezelés során
  - Y60.0 Sebészeti műtét alatt
  - Y60.1 Infúzió vagy transzfúzió alatt
  - Y60.2 Vesedialízis vagy egyéb perfúzió alatt
  - Y60.3 Injekció vagy vakcináció alatt
  - Y60.4 Endoszkópos vizsgálat alatt
  - Y60.5 Szívkatéterezés alatt
  - Y60.6 Aspiráció, punkció vagy egyéb katéterezés alatt
  - Y60.7 Beöntés alatt
  - Y60.8 Egyéb műtét vagy gyógykezelés alatt
  - Y60.9 K.m.n. műtét vagy gyógykezelés alatt
- Y61 A műtét és gyógykezelés alatt akaratlanul a testben hagyott idegentest
  - Y61.0 Sebészeti műtét alatt
  - Y61.1 Infúzió vagy transzfúzió alatt
  - Y61.2 Vesedialízis vagy egyéb perfúzió alatt
  - Y61.3 Injekció vagy vakcináció alatt
  - Y61.4 Endoszkópos vizsgálat alatt
  - Y61.5 Szívkatéterezés alatt
  - Y61.6 Aspiráció, punkció vagy egyéb katéterezés alatt
  - Y61.7 Katéter vagy tampon eltávolítása alatt
  - Y61.8 Egyéb műtét vagy gyógykezelés alatt
  - Y61.9 K.m.n. műtét vagy gyógykezelés alatt
- Y62 A sterilitás feltételeinek elégtelensége a műtét és gyógykezelés alatt
  - Y62.0 Sebészeti műtét alatt
  - Y62.1 Infúzió vagy transzfúzió alatt
  - Y62.2 Haemodialysis vagy egyéb perfúzió alatt
  - Y62.3 Injekció vagy vakcináció alatt
  - Y62.4 Endoszkópos vizsgálat alatt
  - Y62.5 Szívkatéterezés alatt
  - Y62.6 Aspiráció, punkció vagy egyéb katéterezés alatt
  - Y62.8 Egyéb műtét vagy gyógykezelés alatt
  - Y62.9 K.m.n. műtét vagy gyógykezelés alatt
- Y63 Dozírozási hibák a műtét és gyógykezelés alatt
  - Y63.0 Excesszív mennyiségű vér vagy folyadék adása transzfúzió vagy infúzió során
  - Y63.1 Nem megfelelő higítású folyadék adása infúzióban
  - Y63.2 Sugárterápia túladagolása
  - Y63.3 A beteg gondatlan kitétele sugárzásnak az orvosi ellátás során
  - Y63.4 Az elektro- vagy inzulin-shock terápia nem megfelelő adagolása
  - Y63.5 Nem megfelelő hőmérsékletű helyi borogatás vagy pakolás
  - Y63.6 A szükséges drogok, gyógyszerek vagy biológiai anyagok be nem adása
  - Y63.8 Hibás adagolás egyéb sebészi és gyógykezelési eljárás során
  - Y63.9 Hibás adagolás k.m.n. gyógykezelés során
- Y64 Szennyezett orvosi vagy biológiai anyagok
  - Y64.0 Szennyezett orvosi vagy biológiai anyagok beadása transzfúzió vagy infúzió során
  - Y64.1 Szennyezett orvosi vagy biológiai anyagok beadása injekció vagy vakcináció során
  - Y64.8 Szennyezett orvosi vagy biológiai anyagok beadása más módon
  - Y64.9 Szennyezett orvosi vagy biológiai anyagok beadása k.m.n. módon
- Y65 Egyéb balesetek a műtéti és kezelési eljárás során
  - Y65.0 Téves csoportú vér transzfúziója
  - Y65.1 Nem megfelelő folyadék infúziója
  - Y65.2 Varrat vagy lekötés elégtelensége sebészi műtét során
  - Y65.3 Hibásan behelyezett trachea-kanül érzéstelenítés során
  - Y65.4 Egyéb eszközök vagy csövek behelyezésének vagy eltávolításának hibái
  - Y65.5 Nem megfelelő műtét végrehajtása
  - Y65.8 Egyéb megjelölt műtéti vagy gyógykezelési balesetek
- Y66 Műtét vagy gyógykezelés elmulasztása
- Y69 K.m.n. baleset a műtét vagy gyógykezelés során

### Gyógyászati berendezések diagnosztikai vagy terápiás használatával kapcsolatos káros események (Y70-Y82)
- Y70 Anaesthesiológiai eszközök okozta ártalmak
- Y71 Szív- és érsebészeti eszközök okozta ártalmak
- Y72 Fül-orr-gégegyógyászati eszközök okozta ártalmak
- Y73 Gastro-enterologiai és urológiai eszközök okozta ártalmak
- Y74 Általános kórházi és személyzeti használati eszközök okozta ártalmak
- Y75 Neurológiai eszközök okozta ártalmak
- Y76 Szülészeti és nőgyógyászati eszközök okozta ártalmak
- Y77 Szemészeti eszközök okozta ártalmak
- Y78 Radiológiai eszközök okozta ártalmak
- Y79 Ortopédiai eszközök okozta ártalmak
- Y80 Fizikoterápiai eszközök okozta ártalmak
- Y81 Általános és plasztikai sebészeti eszközök okozta ártalmak
- Y82 Egyéb és k.m.n. orvosi eszközök okozta ártalmak

### Műtéti és gyógykezelési eljárások, mint a betegnél fellépő rendellenes reakció vagy késői szövődmény okai, a kezelés ideje alatti baleset említése nélkül (Y83-Y84)
- Y83 Műtétek és egyéb sebészeti eljárások, mint a betegnél fellépő rendellenes reakció vagy késői szövődmény okai, az eljárás ideje alatti baleset említése nélkül
  - Y83.0 Teljes szerv transzplantációjának műtétje
  - Y83.1 Mesterséges belső eszköz beültetésének műtétje
  - Y83.2 Anastomosis, bypass vagy graft műtét
  - Y83.3 Külső stoma kialakításának műtétje
  - Y83.4 Egyéb rekonstrukciós műtét
  - Y83.5 Végtag(ok) amputációja
  - Y83.6 Egyéb szerv eltávolítása (részben)(teljesen)
  - Y83.8 Egyéb sebészi eljárások
  - Y83.9 Sebészi eljárás k.m.n.
- Y84 Egyéb orvosi eljárások, mint a betegnél fellépő rendellenes reakció vagy késői szövődmény okai, az eljárás ideje alatti baleset említése nélkül
  - Y84.0 Szívkatéterezés
  - Y84.1 Vesedialízis
  - Y84.2 Radiológiai eljárások és sugárterápia
  - Y84.3 Sokk-kezelés
  - Y84.4 Folyadék-leszívás
  - Y84.5 Gyomor- vagy duodenális szonda behelyezése
  - Y84.6 Vizelet-katéterezés
  - Y84.7 Vérvétel
  - Y84.8 Egyéb orvosi eljárások
  - Y84.9 Orvosi eljárás k.m.n.

## A morbiditás és mortalitás külső okainak következményei (Y85-Y89)
- Y85 Közlekedési balesetek következményei
  - Y85.0 Motoros járműbaleset következményei
  - Y85.9 Egyéb és k.m.n. közlekedési baleset következményei
- Y86 Egyéb balesetek következményei
- Y87 Szándékos önártalom, testi sértés és nem meghatározott szándékú esemény következményei
  - Y87.0 Szándékos önártalom következményei
  - Y87.1 Testi sértés következményei
  - Y87.2 Nem meghatározott szándékú esemény következményei
- Y88 Műtét és gyógykezelési ellátás, mint külső ok, következményei
  - Y88.0 A gyógykezelés során adott drogok, gyógyszerek és biológiai anyagok miatti rendellenes reakciók következményei
  - Y88.1 A műtéti és gyógykezelési eljárás során a betegnél fellépő baleset következményei
  - Y88.2 A diagnosztizálás és gyógykezelés során használt orvosi eszközök okozta baleset következményei
  - Y88.3 A műtéti és gyógykezelési eljárások miatt a betegnél fellépő rendellenes reakció vagy későbbi szövődmény következményei az eljárás alatti szövődmény említése nélkül
- Y89 Egyéb külső okok következményei
  - Y89.0 Törvényes beavatkozás következményei
  - Y89.1 Háborús cselekmények következményei
  - Y89.9 K.m.n. külső ok következményei

## A morbiditás és mortalitás máshova osztályozott külső okainak kiegészítő tényezői (Y90-Y98)
- Y90 Alkoholos befolyásoltság meghatározása az alkoholszint alapján
  - Y90.0 Véralkohol-szint 20 mg/100 ml alatt
  - Y90.1 20–39 mg/100 ml véralkohol-szint
  - Y90.2 40–59 mg/100 ml véralkohol-szint
  - Y90.3 60–79 mg/100 ml véralkohol-szint
  - Y90.4 80–99 mg/100 ml véralkohol-szint
  - Y90.5 100–119 mg/100 ml véralkohol-szint
  - Y90.6 120–199 mg/100 ml véralkohol-szint
  - Y90.7 200–239 mg/100 ml véralkohol-szint
  - Y90.8 240 mg/100 ml vagy feletti véralkohol-szint
  - Y90.9 Alkohol jelenléte a vérben, szint nincs meghatározva
- Y91 Alkoholos befolyásoltság meghatározása az intoxikáció mérve alapján
  - Y91.0 Enyhe fokú alkohol mérgezés
  - Y91.1 Közepes fokú alkohol mérgezés
  - Y91.2 Súlyos alkohol mérgezés
  - Y91.3 Nagyon súlyos alkohol mérgezés
  - Y91.9 Alkoholos befolyásoltság k.m.n.
- Y95 Nosocomiális állapot
- Y96 Munkával összefüggő állapot
- Y97 Környezet szennyezéssel összefüggő állapot
- Y98 Életmóddal összefüggő állapot

| Sorszám | Főcsoport                                                                                                | BNO kódok |
| ------- | --- | --------- |
| 01      | BNO-10-01 – Fertőző és parazitás betegségek                                                              | A00–B99   |
| 02      | BNO-10-02 – Daganatok                                                                                    | C00–D48   |
| 03      | BNO-10-03 – A vér és a vérképző szervek betegségei és az immunrendszert érintő bizonyos rendellenességek | D50–D89   |
| 04      | BNO-10-04 – Endokrin, táplálkozási és anyagcsere betegségek                                              | E00–E90   |
| 05      | BNO-10-05 – Mentális és viselkedészavarok                                                                | F00–F99   |
| 06      | BNO-10-06 – Az idegrendszer betegségei                                                                   | G00–G99   |
| 07      | BNO-10-07 – A szem és függelékeinek betegségei                                                           | H00–H59   |
| 08      | BNO-10-08 – A fül és a csecsnyúlvány megbetegedései                                                      | H60–H95   |
| 09      | BNO-10-09 – A keringési rendszer betegségei                                                              | I00–I99   |
| 10      | BNO-10-10 – A légzőrendszer betegségei                                                                   | J00–J99   |
| 11      | BNO-10-11 – Az emésztőrendszer betegségei                                                                | K00–K93   |
| 12      | BNO-10-12 – A bőr és bőralatti szövet betegségei                                                         | L00–L99   |
| 13      | BNO-10-13 – A csont-izomrendszer és kötőszövet betegségei                                                | M00–M99   |
| 14      | BNO-10-14 – Az urogenitális rendszer megbetegedései                                                      | N00–N99   |
| 15      | BNO-10-15 – Terhesség, szülés és a gyermekágy                                                            | O00–O99   |
| 16      | BNO-10-16 – A perinatális szakban keletkező bizonyos állapotok                                           | P00–P96   |
| 17      | BNO-10-17 – Veleszületett rendellenességek, deformitások és kromoszómaabnormitások                       | Q00–Q99   |
| 18      | BNO-10-18 – Máshova nem osztályozott panaszok, tünetek és kóros klinikai és laboratóriumi leletek        | R00–R99   |
| 19      | BNO-10-19 – Sérülés, mérgezés és külső okok bizonyos egyéb következményei                                | S00–T98   |
| 20      | BNO-10-20 – A morbiditás és mortalitás külső okai                                                        | V01–Y98   |
| 21      | BNO-10-21 – Az egészségi állapotot és egészségügyi szolgálatokkal való kapcsolatot befolyásoló tényezők  | Z00–Z99   |
| (22)    | BNO-10-22 – Speciális kódok                                                                              | U00–U99   |